# Vải

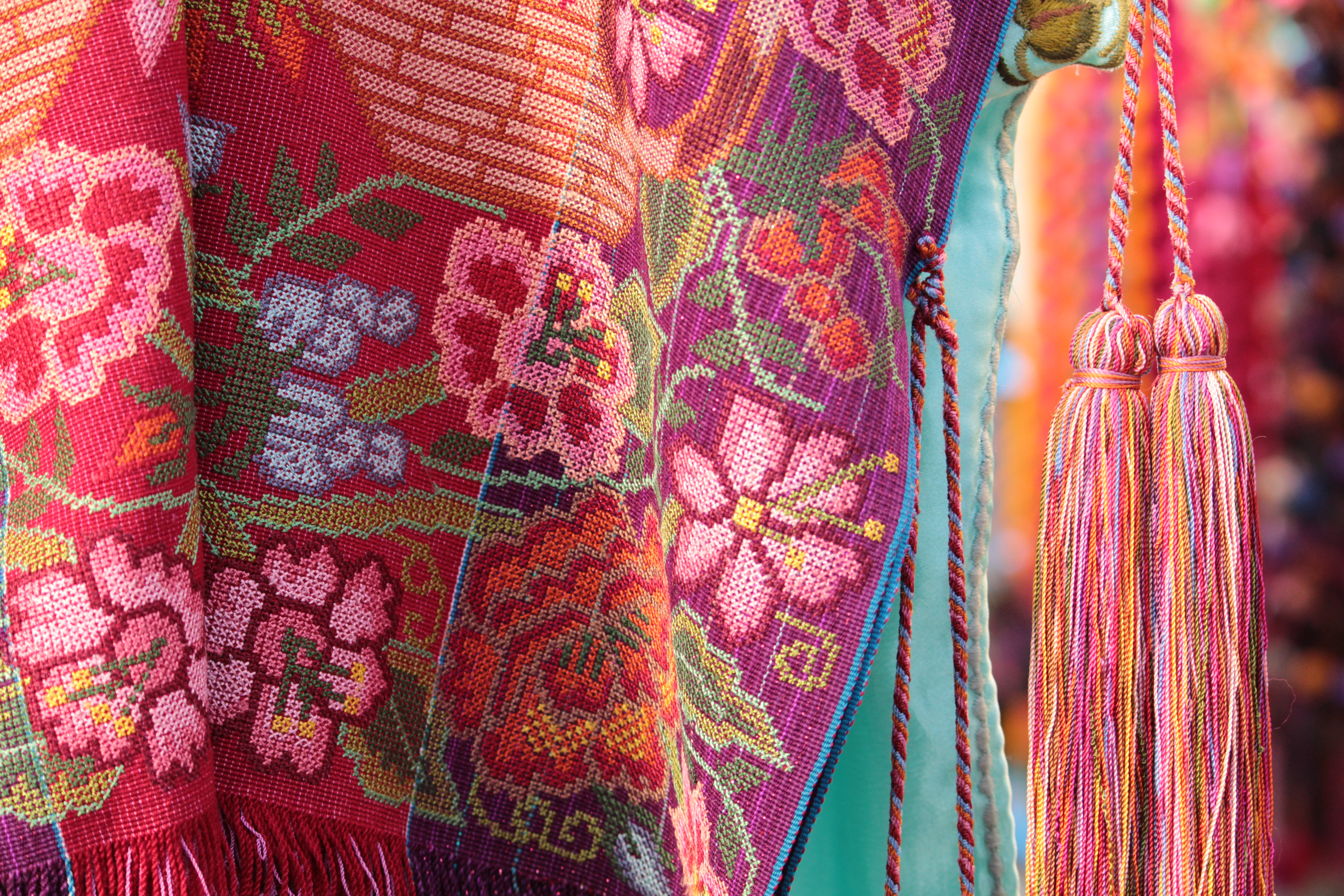
Họa tiết hoa thủ công trên vải. Sản xuất vải ban đầu thủ công, đã phát triển thành lĩnh vực rộng hơn với sợi, chỉ, vải và sản phẩm sợi cho nhiều mục đích gia đình và công nghiệp.

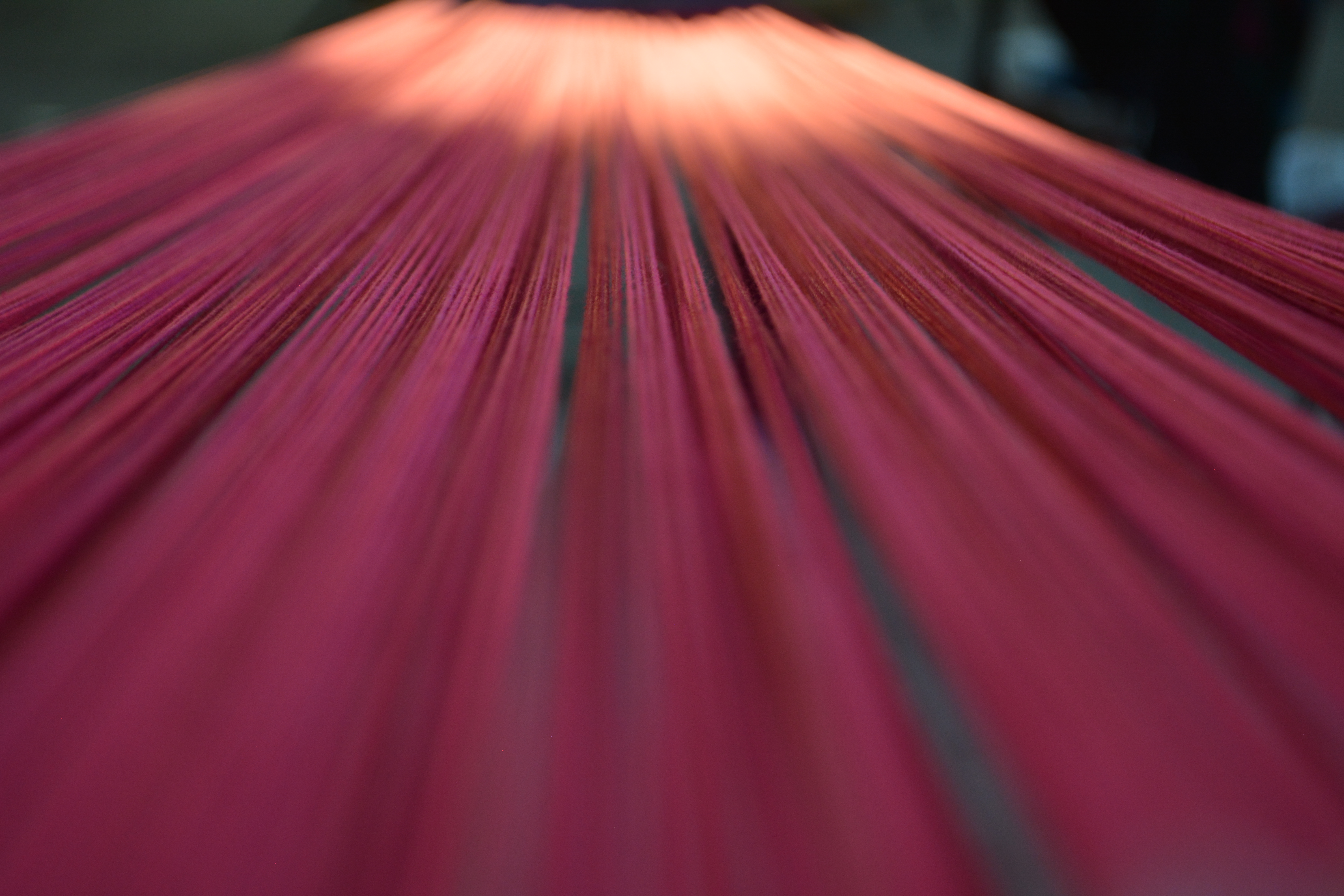
Trong sản xuất vải, sợi dọc gọi là sợi chữ, kết hợp với sợi ngang để tạo vải dệt kim.

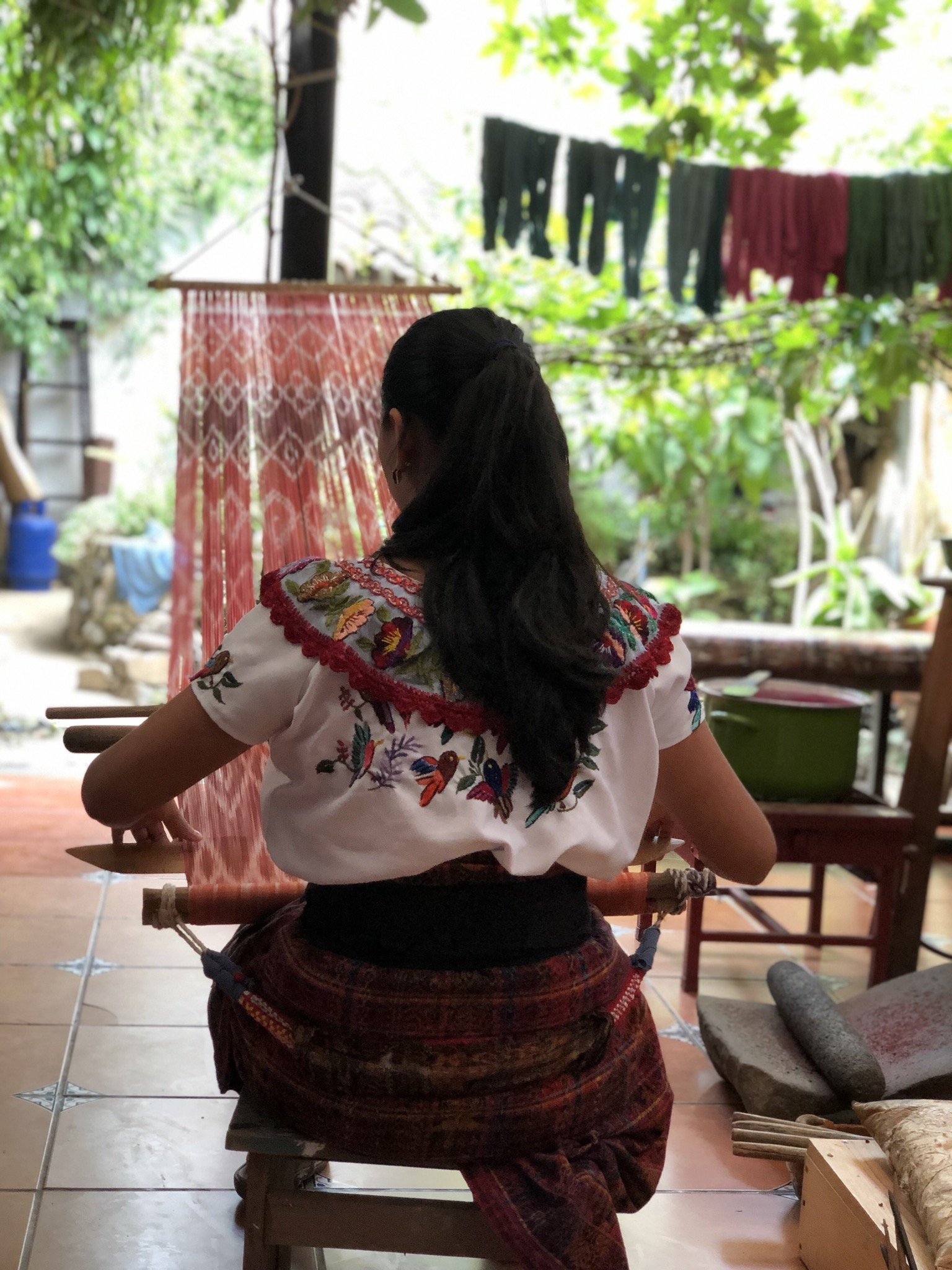
Dệt vải

Vải là một thuật ngữ chung bao gồm các chất liệu dựa trên sợi như sợi, chỉ, filament và loại vải khác. Ban đầu, "vải" chỉ ám chỉ các loại vải dệt kim.(tr3)(tr5) Tuy nhiên, dệt không phải là phương pháp duy nhất; nhiều phương pháp khác đã được phát triển để tạo cấu trúc vải dựa trên mục đích sử dụng. Đan len và vải không dệt cũng phổ biến. Trong thế giới hiện đại, vải đáp ứng nhu cầu chất liệu cho nhiều ứng dụng, từ quần áo hàng ngày đến áo giáp chống đạn, áo không gian và áo choàng y tá.
Vải được chia thành hai loại: vải tiêu dùng cho gia đình và vải công nghiệp. Trong vải tiêu dùng, thẩm mỹ và thoải mái quan trọng, còn trong vải kỹ thuật, tính chức năng được ưu tiên.
Vải công nghiệp bao gồm vải địa kỹ thuật, vải y tế và nhiều lĩnh vực khác, còn quần áo và đồ nội thất là ví dụ về vải tiêu dùng. Mỗi thành phần của sản phẩm vải, từ sợi, chỉ, vải đến quy trình sản xuất và hoàn thiện, đều ảnh hưởng đến sản phẩm cuối cùng và được chọn dựa trên tính thích hợp cho mục đích sử dụng.
Sợi là thành phần nhỏ nhất của vải; thường được quấn thành chỉ và dùng để sản xuất vải. Sợi có hình dáng giống tóc và tỷ lệ chiều dài so với chiều rộng cao hơn. Nguồn gốc của sợi có thể là sợi tự nhiên, sợi tổng hợp, hoặc cả hai. Các kỹ thuật felting và bonding biến trực tiếp sợi thành vải. Trong trường hợp khác, chỉ được điều khiển với hệ thống sản xuất vải khác nhau để tạo ra cấu trúc vải đa dạng. Các sợi được xoắn hoặc xếp để tạo thành một dãy chỉ liên tục. Chỉ sau đó được sử dụng để tạo ra vải thông qua việc dệt, đan, nút thúc, kết nút, đan nơ, hoặc bện. Sau khi sản xuất, vật liệu dệt kim được xử lý và hoàn thiện để tăng giá trị, bao gồm thẩm mỹ, đặc điểm vật lý và tính hữu ích tăng cao. Sản xuất vải là ngành nghề công nghiệp cổ nhất. Nhuộm, in ấn và thêu đều là các nghệ thuật trang trí khác được áp dụng cho vật liệu dệt kim.

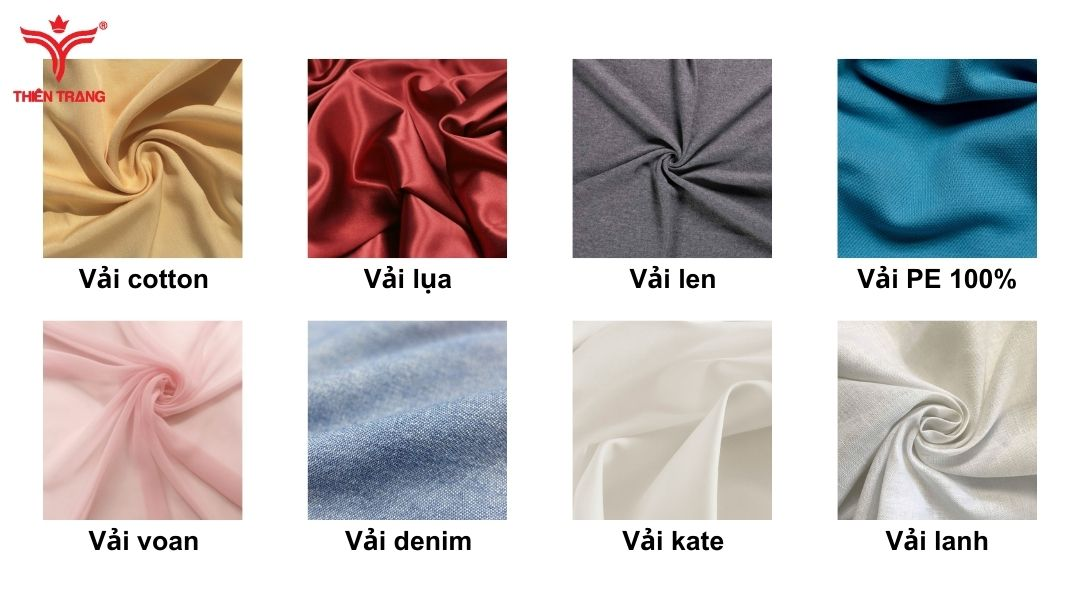
Các loại vải

#### Kết hợp vải

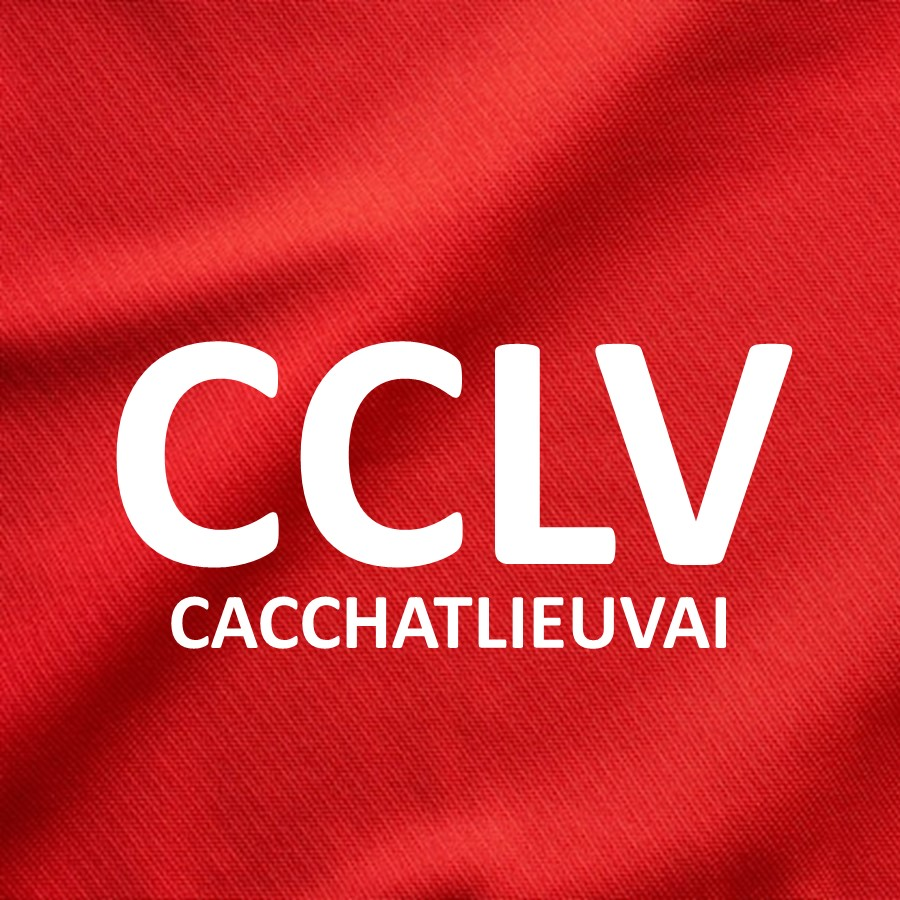

## Hình ảnh

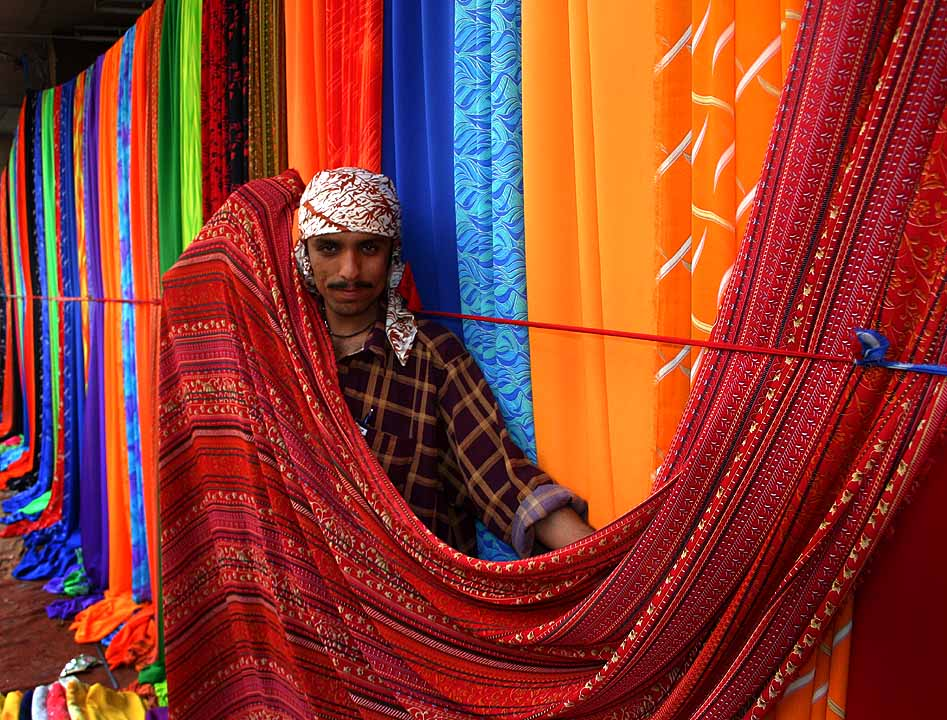
Chợ vải ven đường ở Karachi, Pakistan
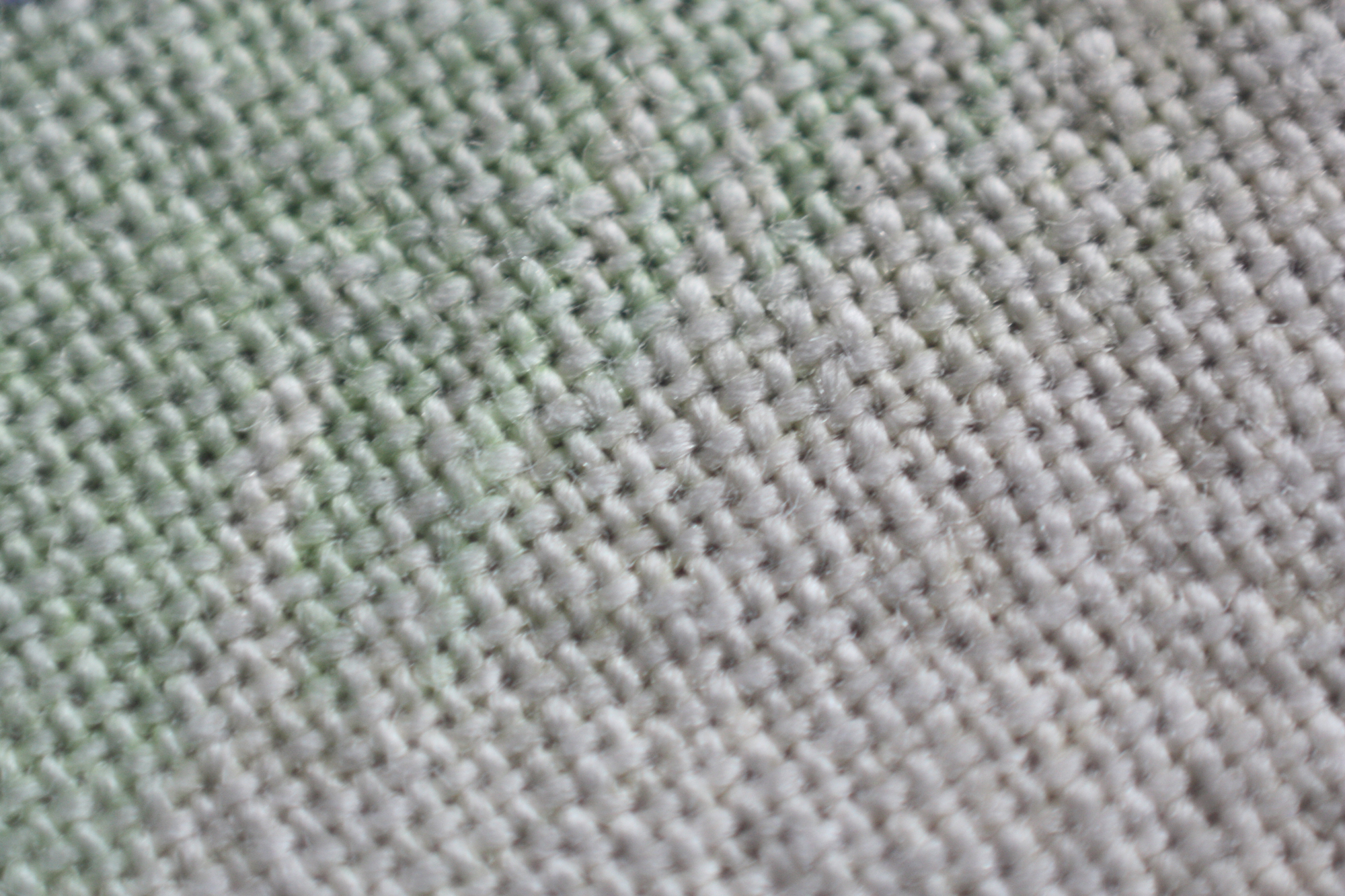
Xem gần vải dệt kiểu đơn hoặc dệt tabby
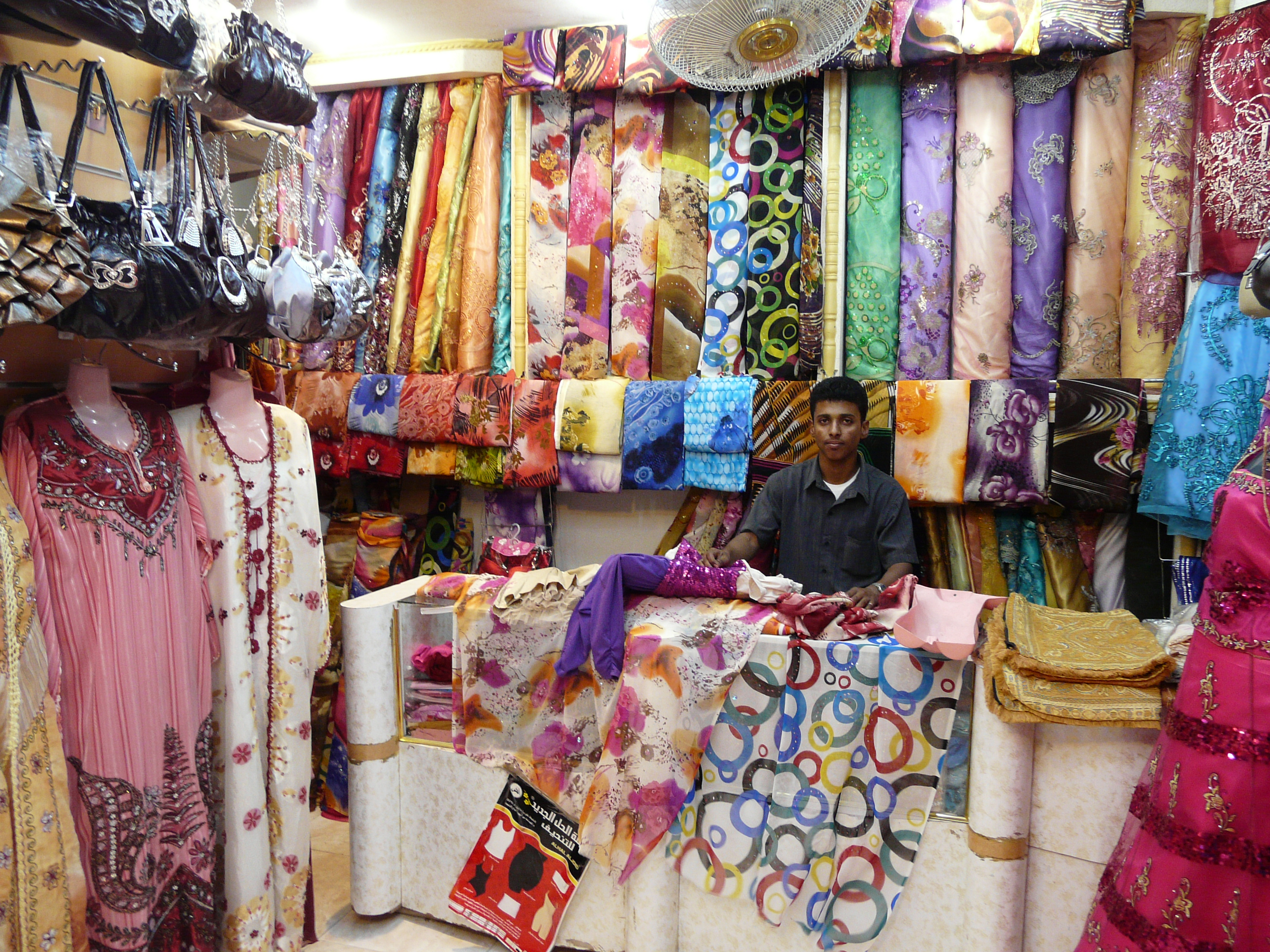
Cửa hàng vải ở Mukalla, Yemen
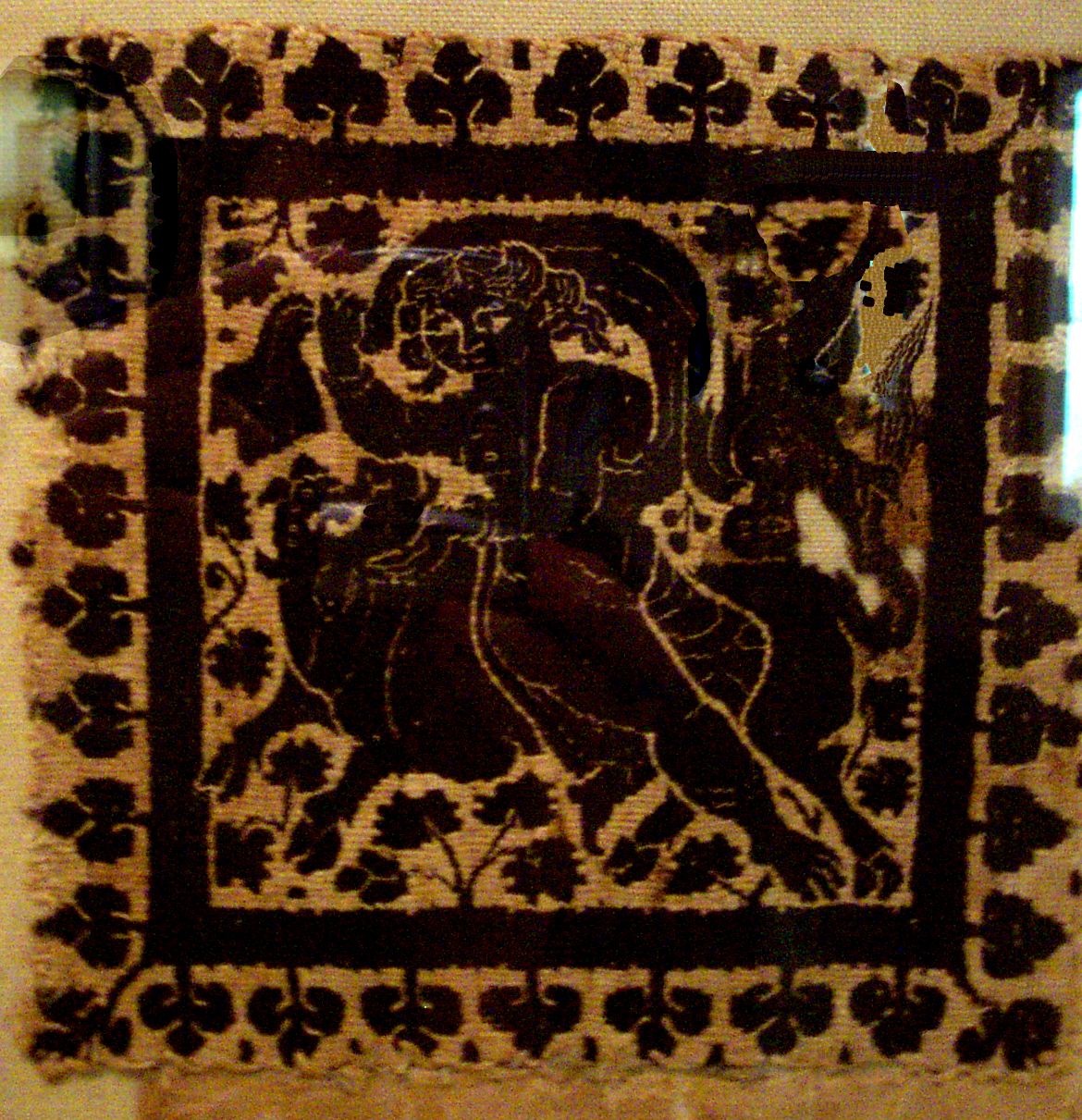
Vải cổ điển Ai Cập, hiện nay trong bộ sưu tập Dumbarton Oaks
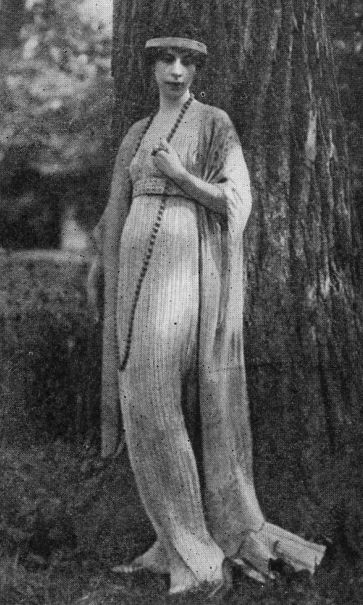
Bà Condé Nast mặc váy Fortuny tea gown bằng silk
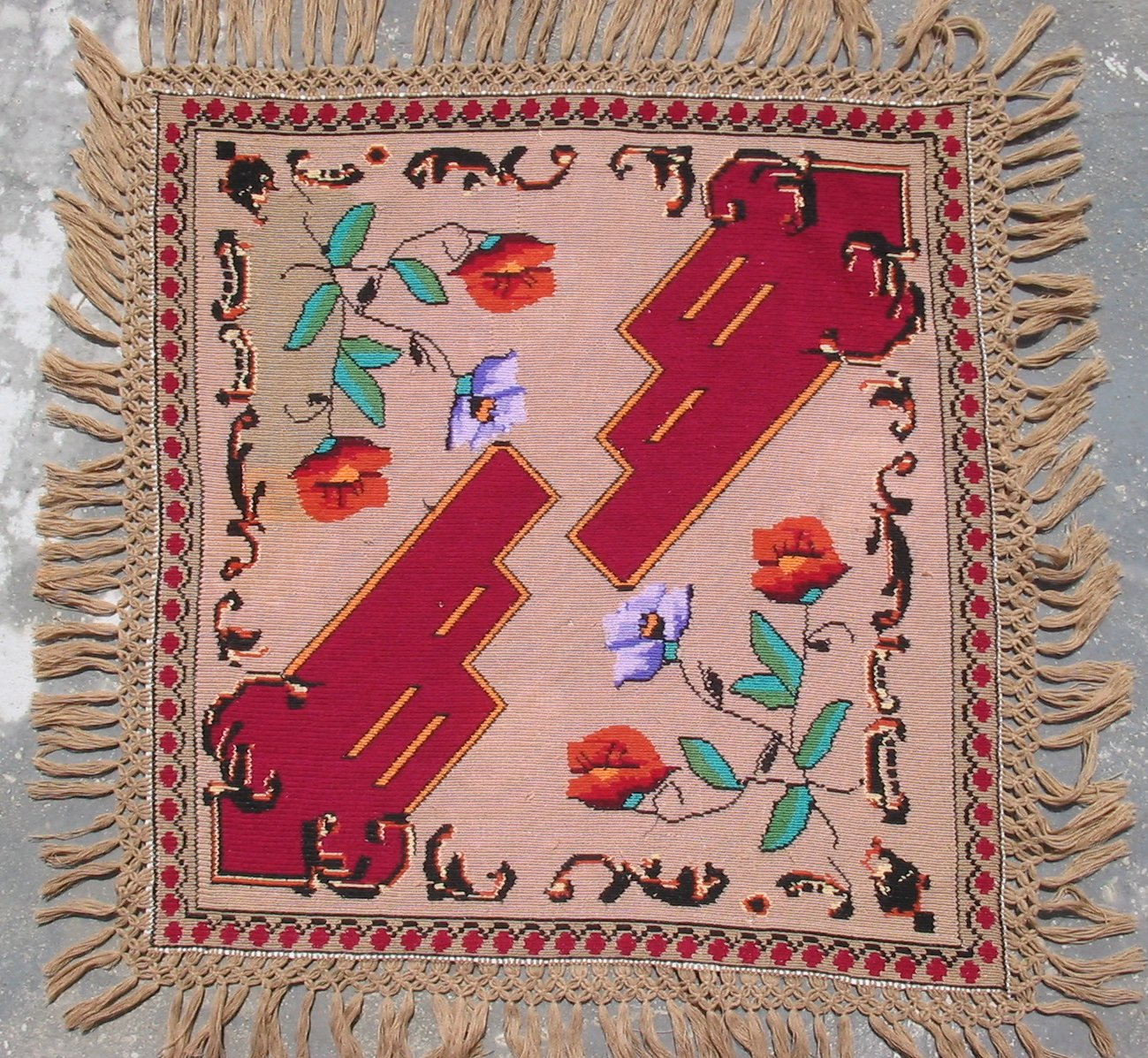
Khăn bàn truyền thống tại Romania
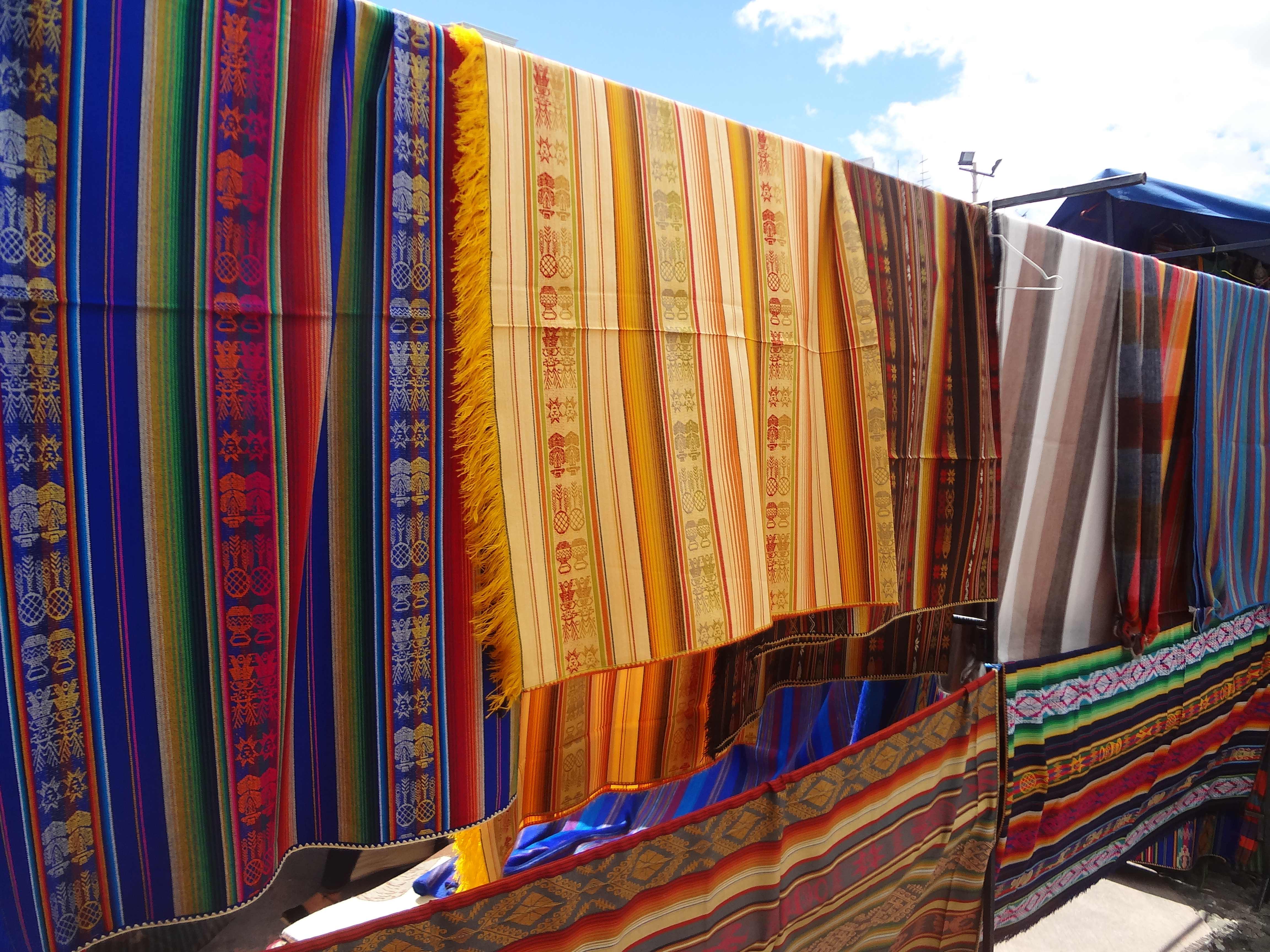
Vải len Alpaca tại Chợ thủ công Otavalo, dãy núi Andes, Ecuador
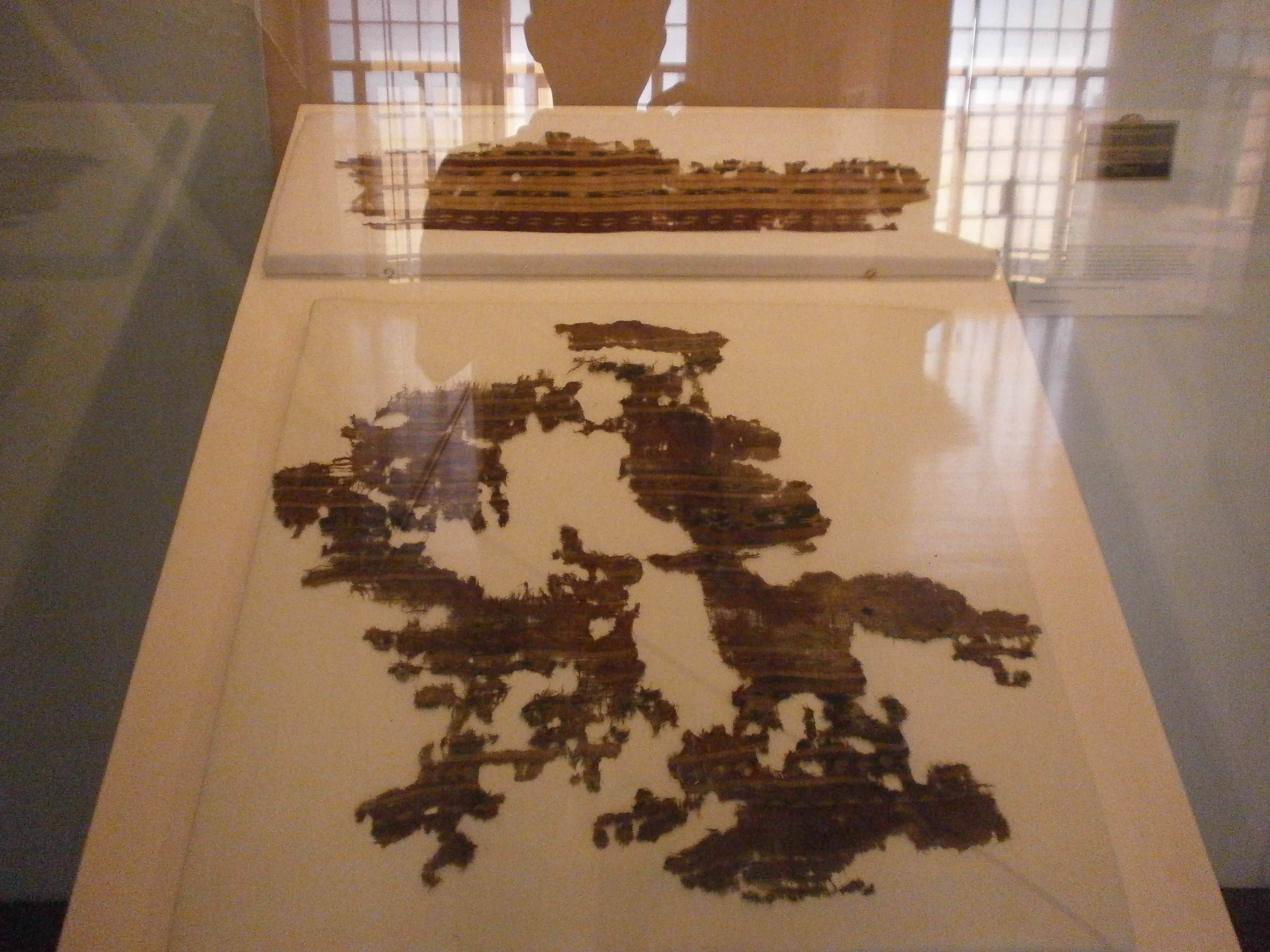
Tấm vải mai táng Banton, ví dụ cổ nhất về kỹ thuật dệt ikat tại Đông Nam Á, hiện tại tại National Museum of the Philippines.
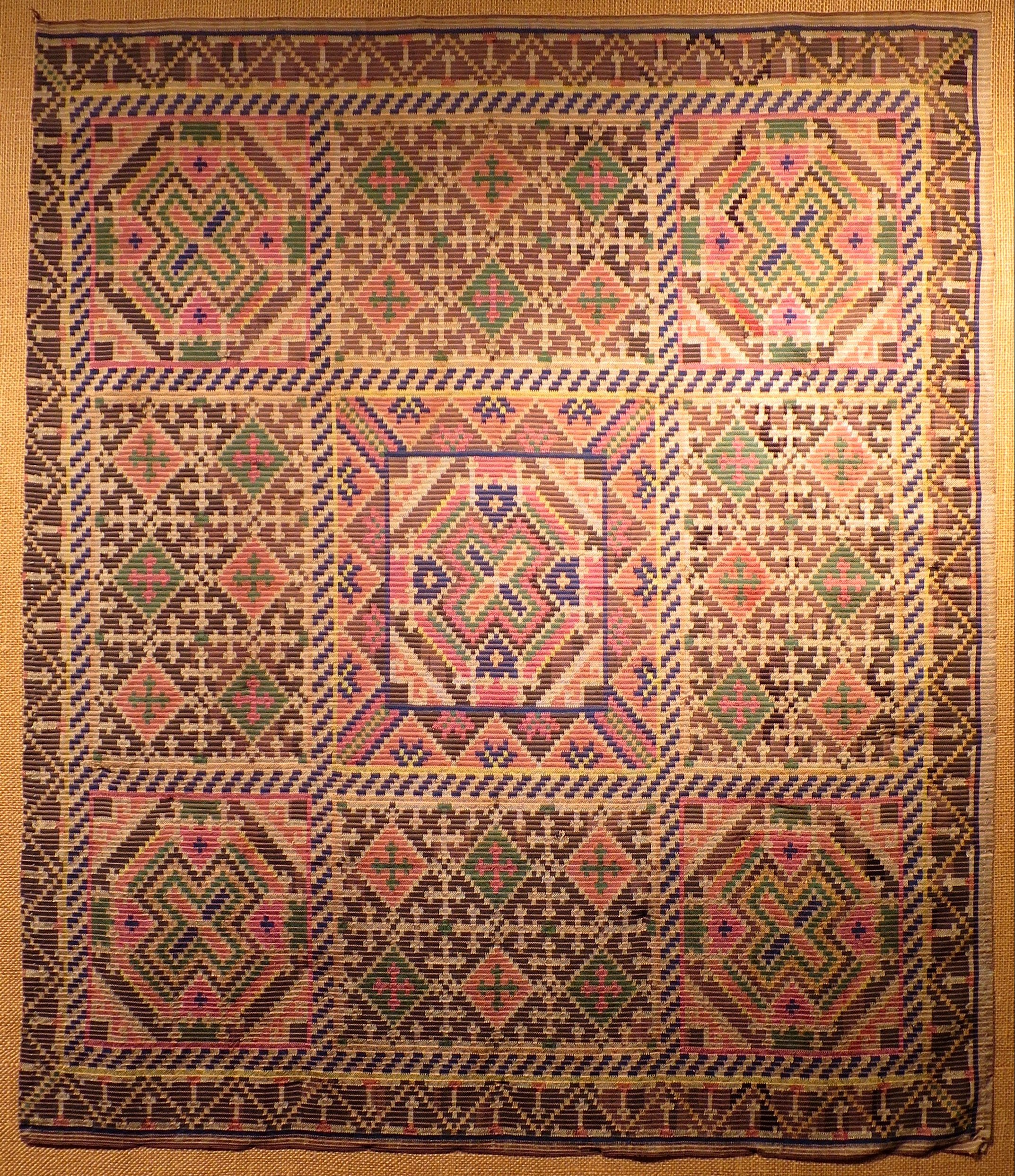
Dệt ikat kép do người Tausug từ Sulu tạo ra, bằng sợi cuống lá chuối (Abacá)
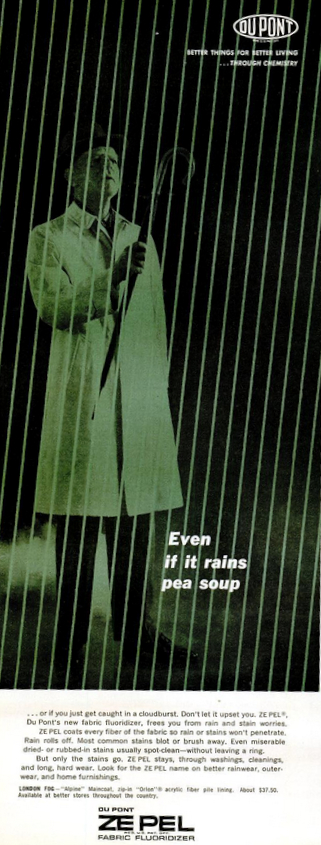
Quảng cáo Zepel, thương hiệu dùng để tiếp thị Teflon làm liệu
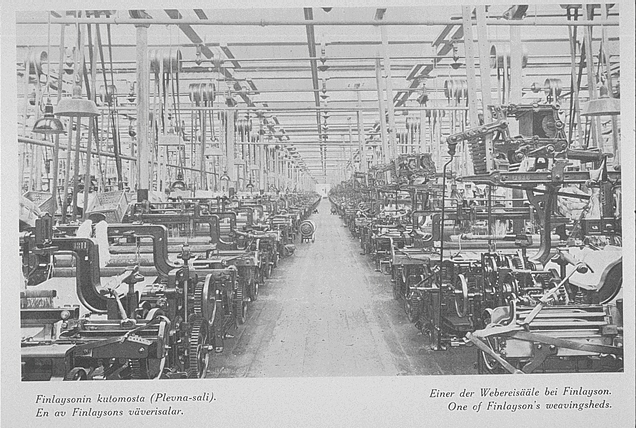
Xưởng dệt của nhà máy Finlayson & Co ở Tampere, Phần Lan, năm 1932
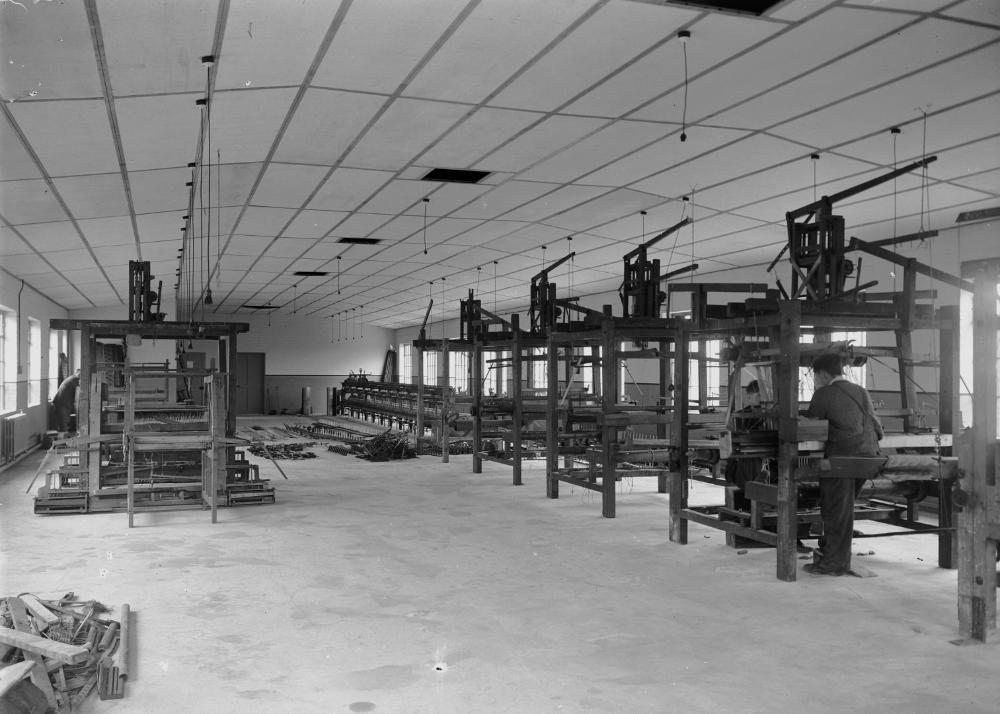
Máy móc dệt tại Nhà máy Cambrian, Llanwrtyd, Wales, những năm 1940
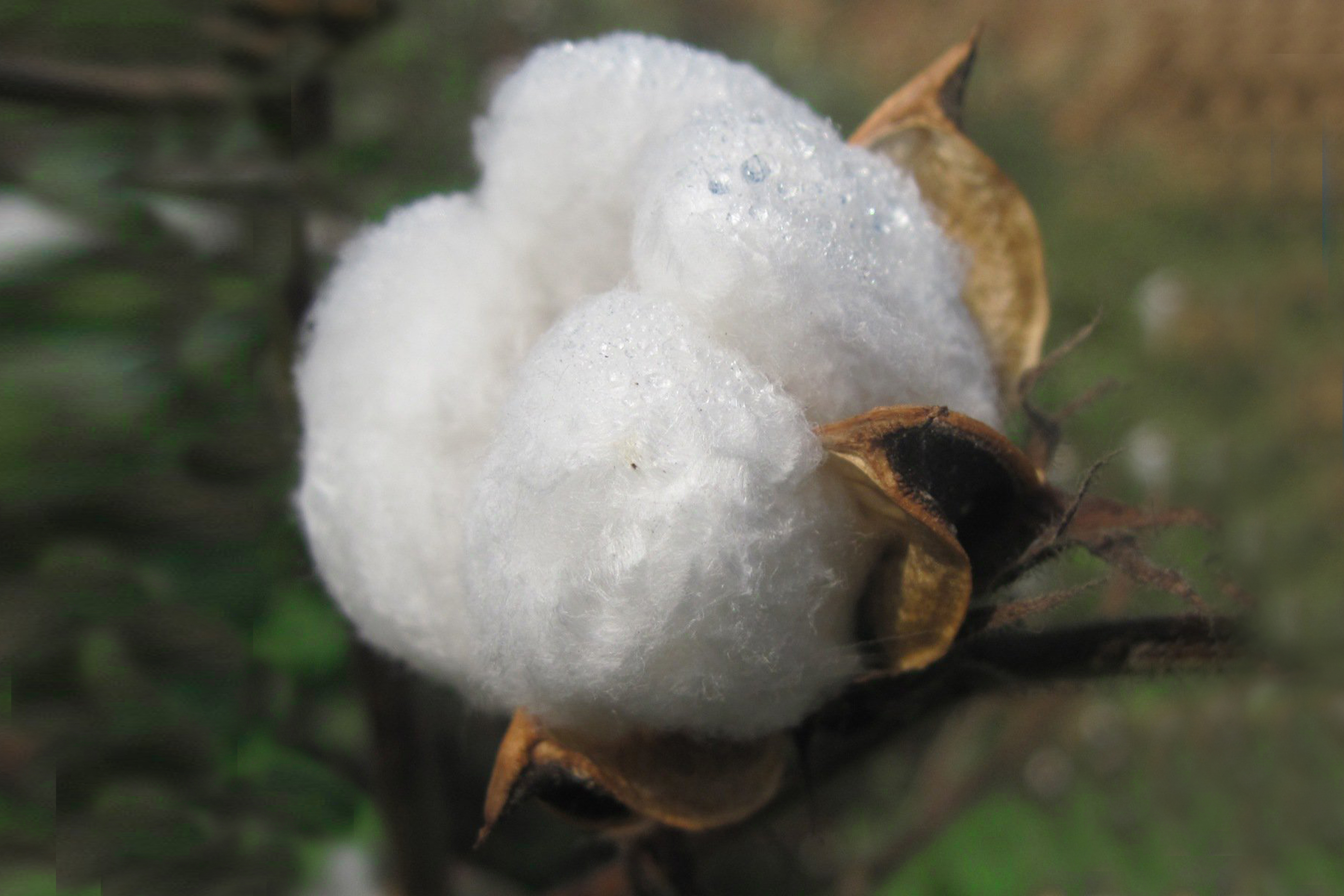
Sợi Cotton
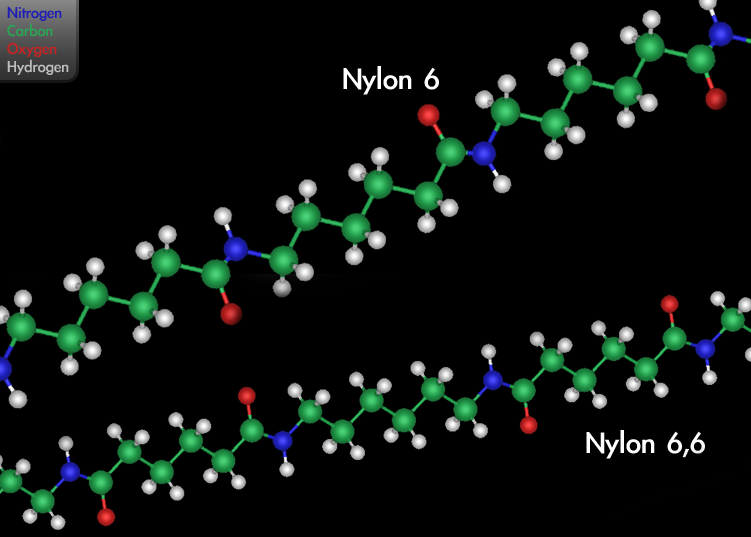
Nylon
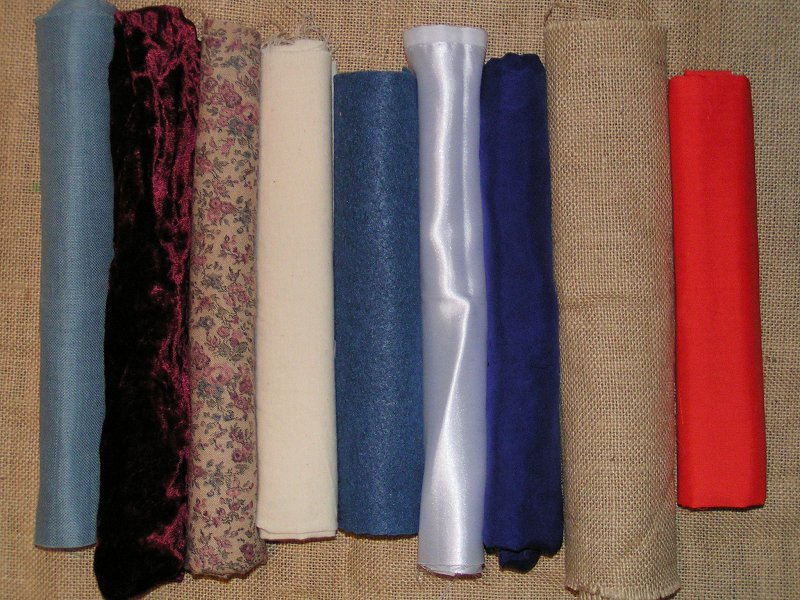
Loại vải đương đại. Từ trái qua: vải cotton đều đặn, velvet, vải in cotton, calico, felt, satin, silk, hessian, polycotton.
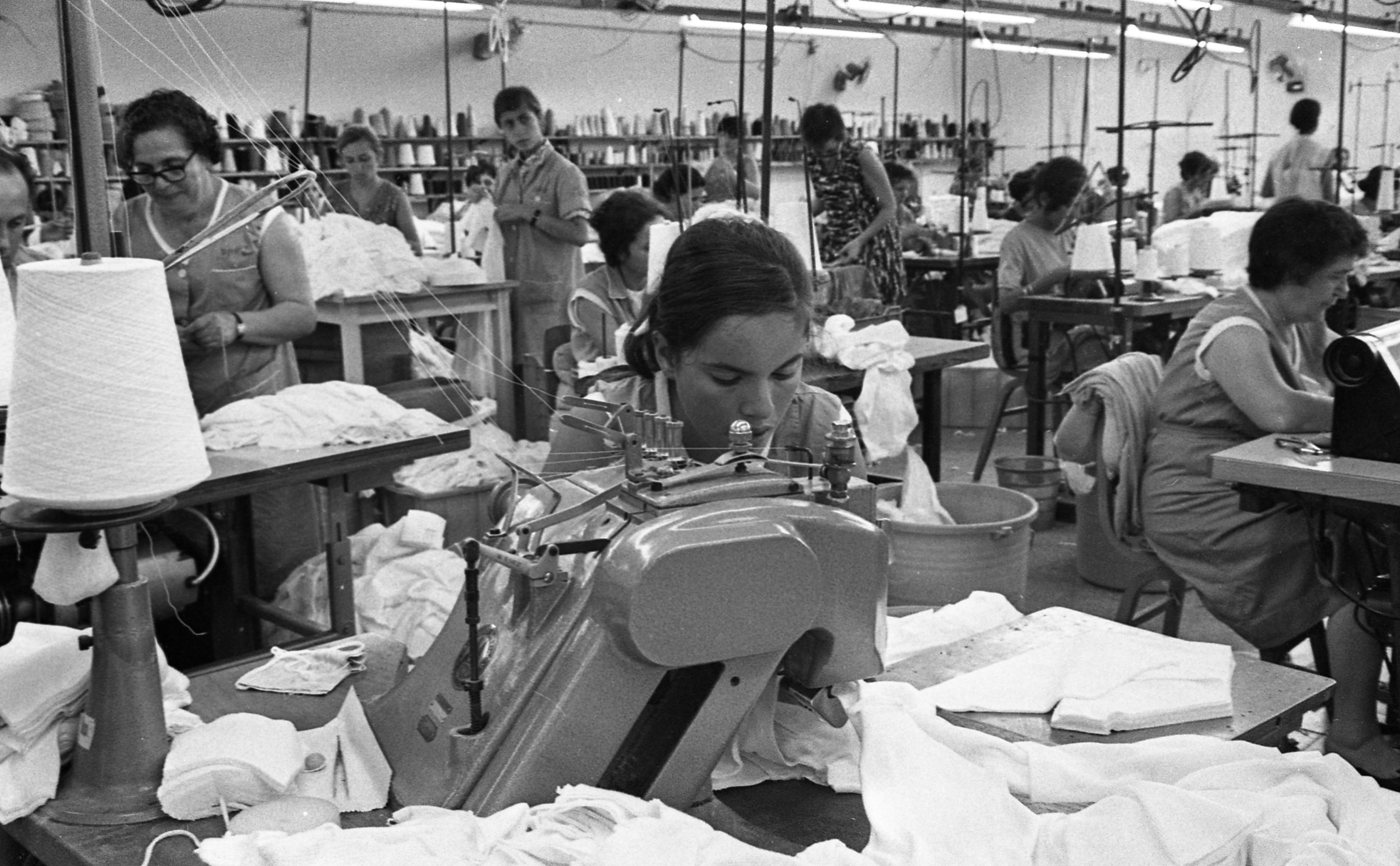
Nhà máy dệt ở Israel, 1969
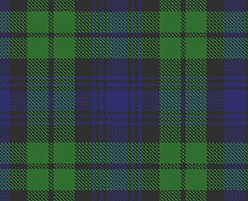
Vải kẻ của Clan Campbell, Scotland
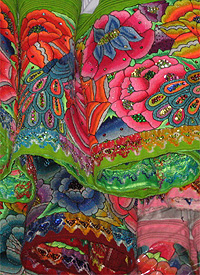
Váy thêu bởi gia đình Alfaro-Nùñez ở Peru, dùng các phương pháp thêu truyền thống
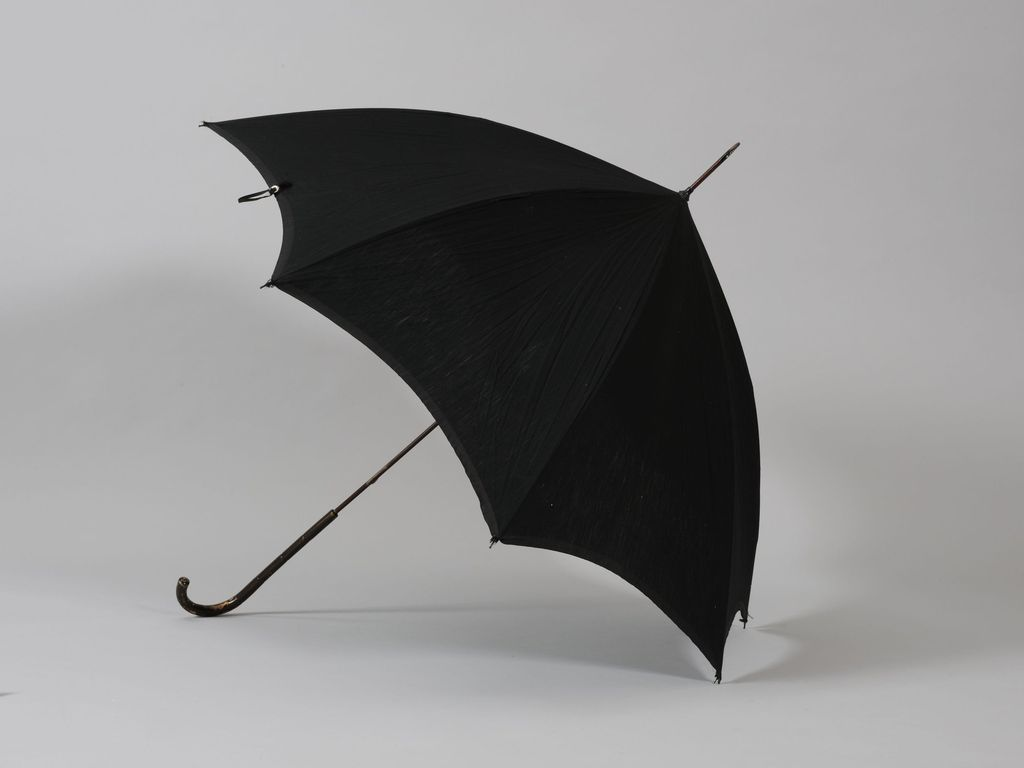
Vải làm ô dù hiện đại yêu cầu bền màu đối với ánh sáng, nước và cọ xát ướt
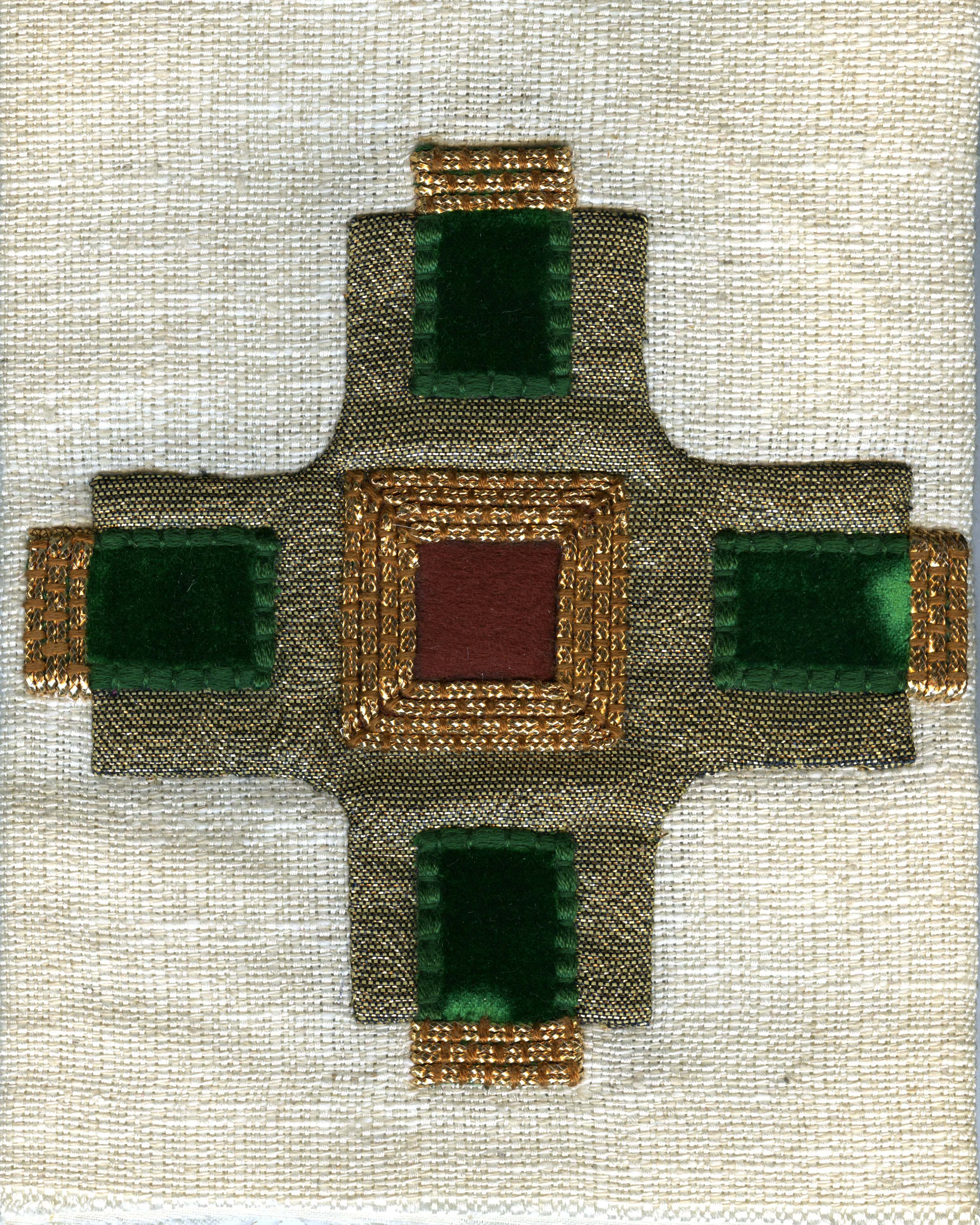
Appliqué chéo, trang trí bằng sợi vàng
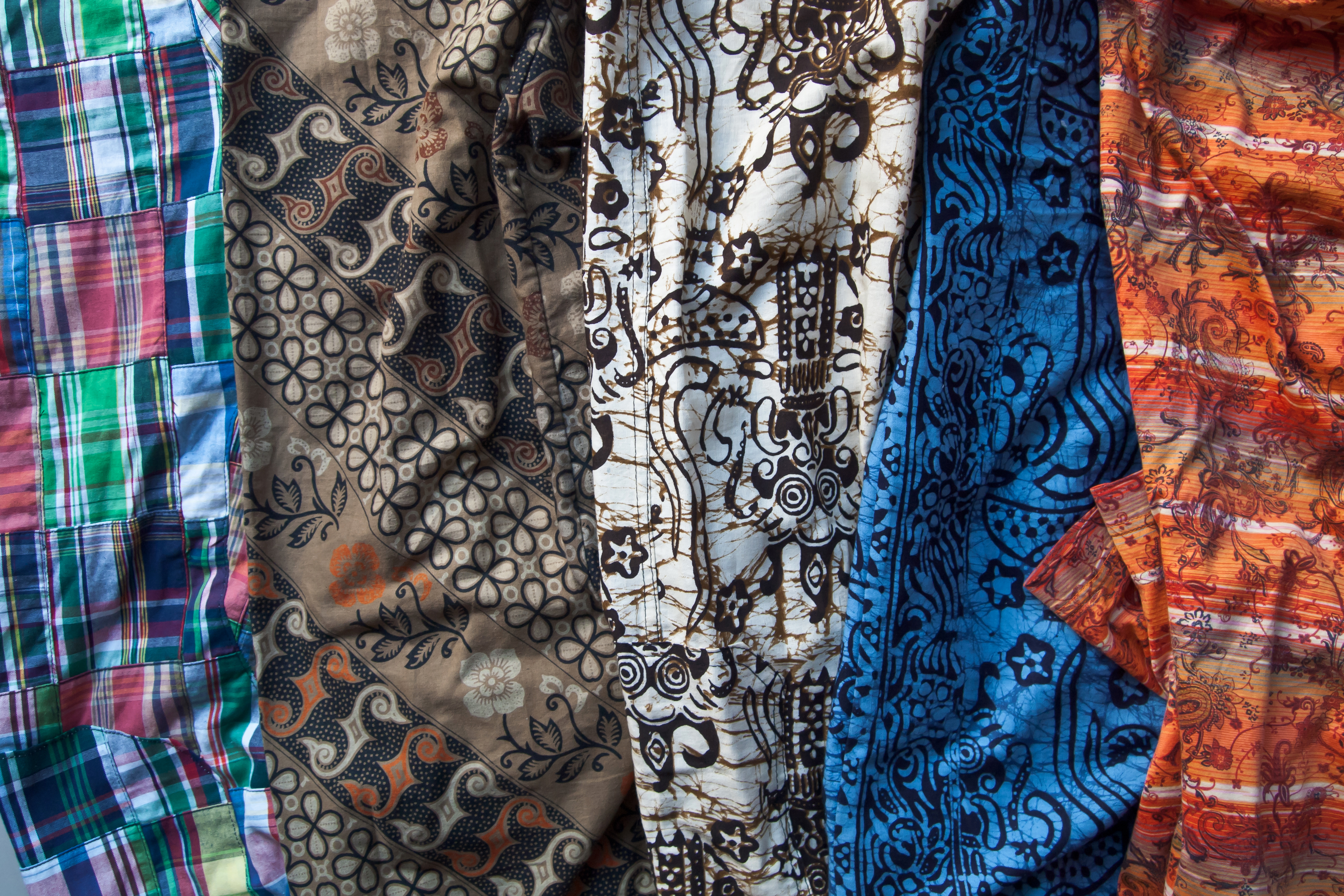
Quần áo làm từ vải, Thailand
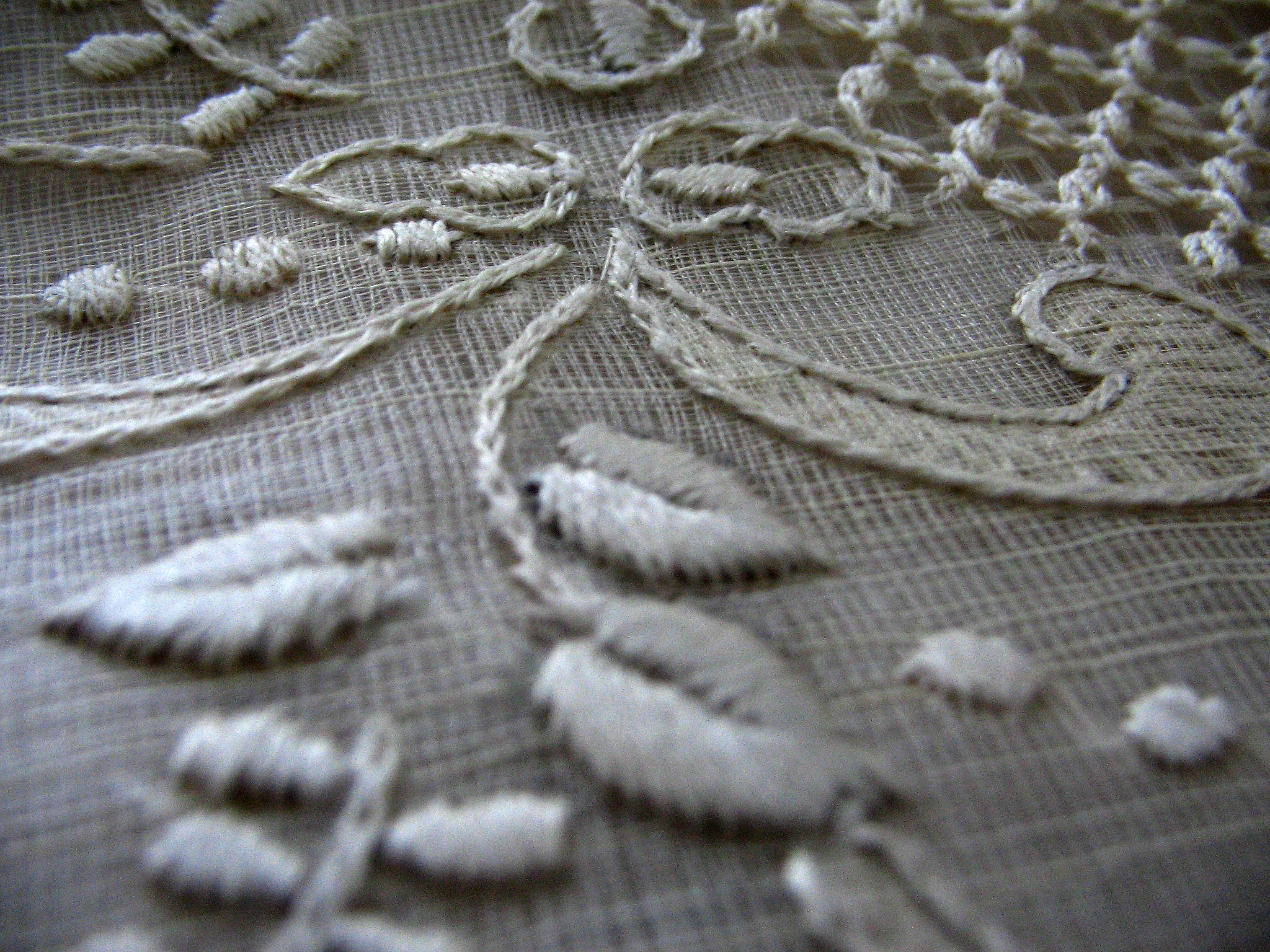
Xem gần váy Barong Tagalog làm từ sợi piña ở Philippines
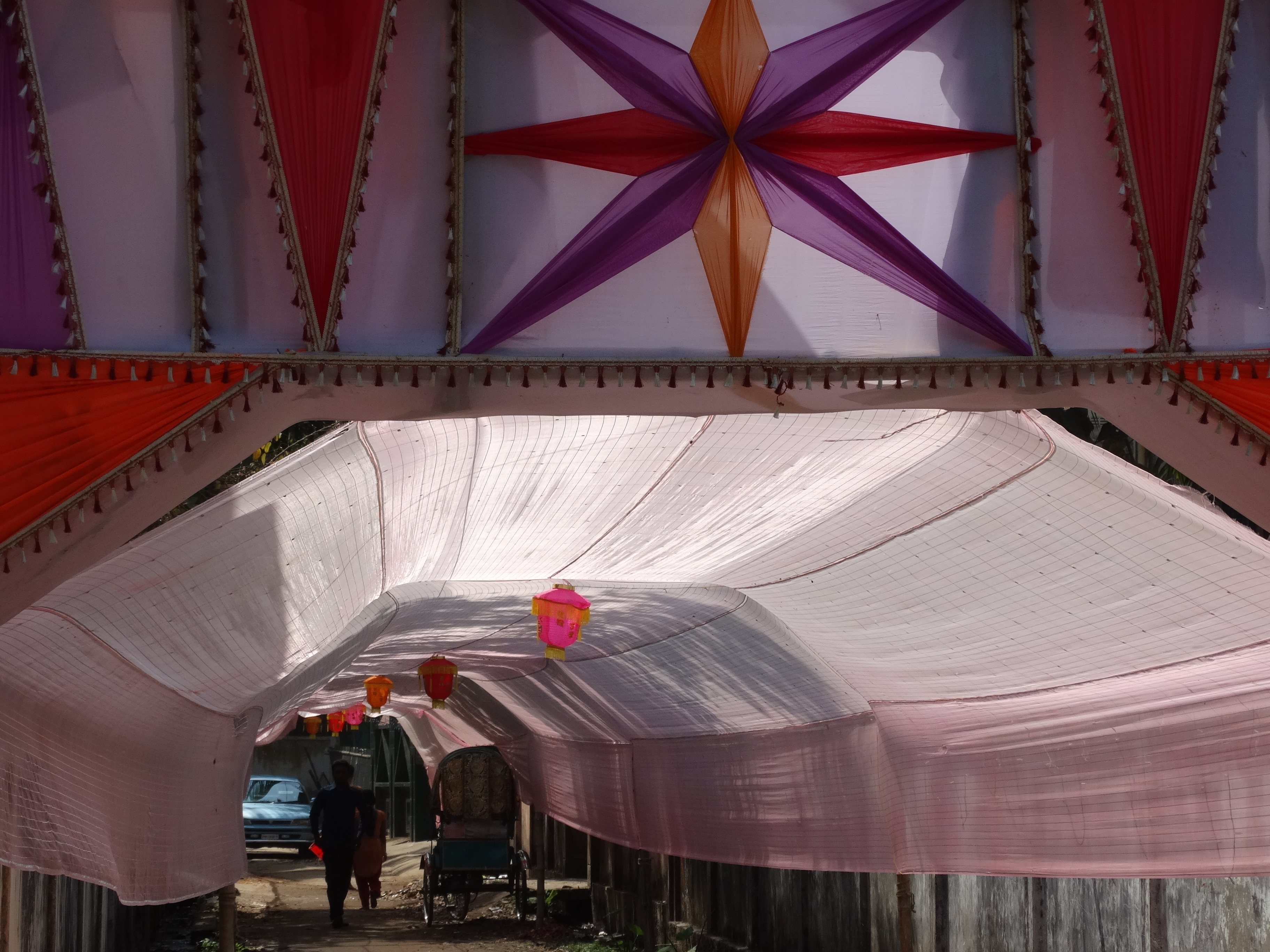
Hầm vải ở Moulvibazar, Bangladesh
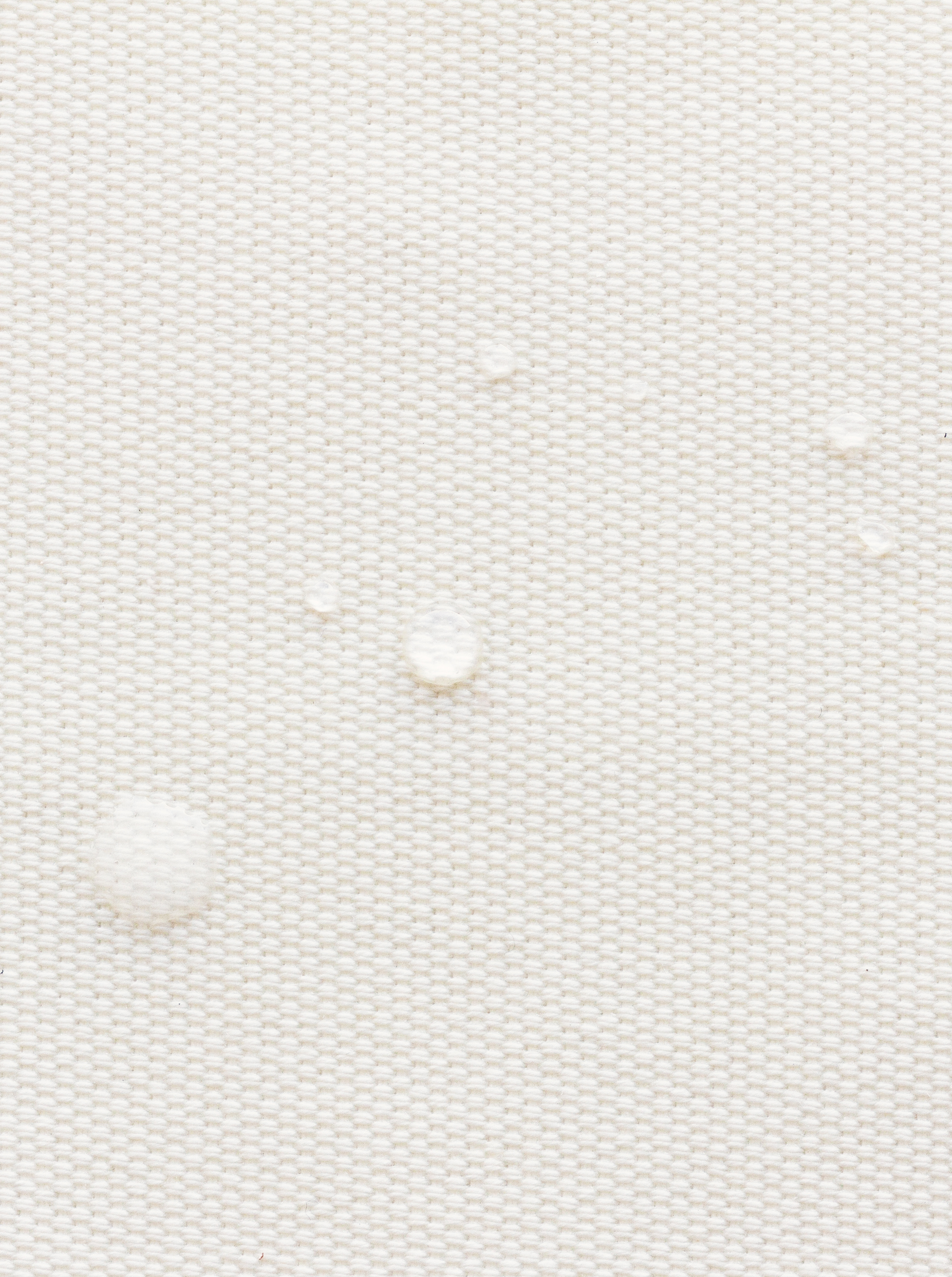
Sợi Manila hemp hiện đại làm bằng máy dệt công nghiệp
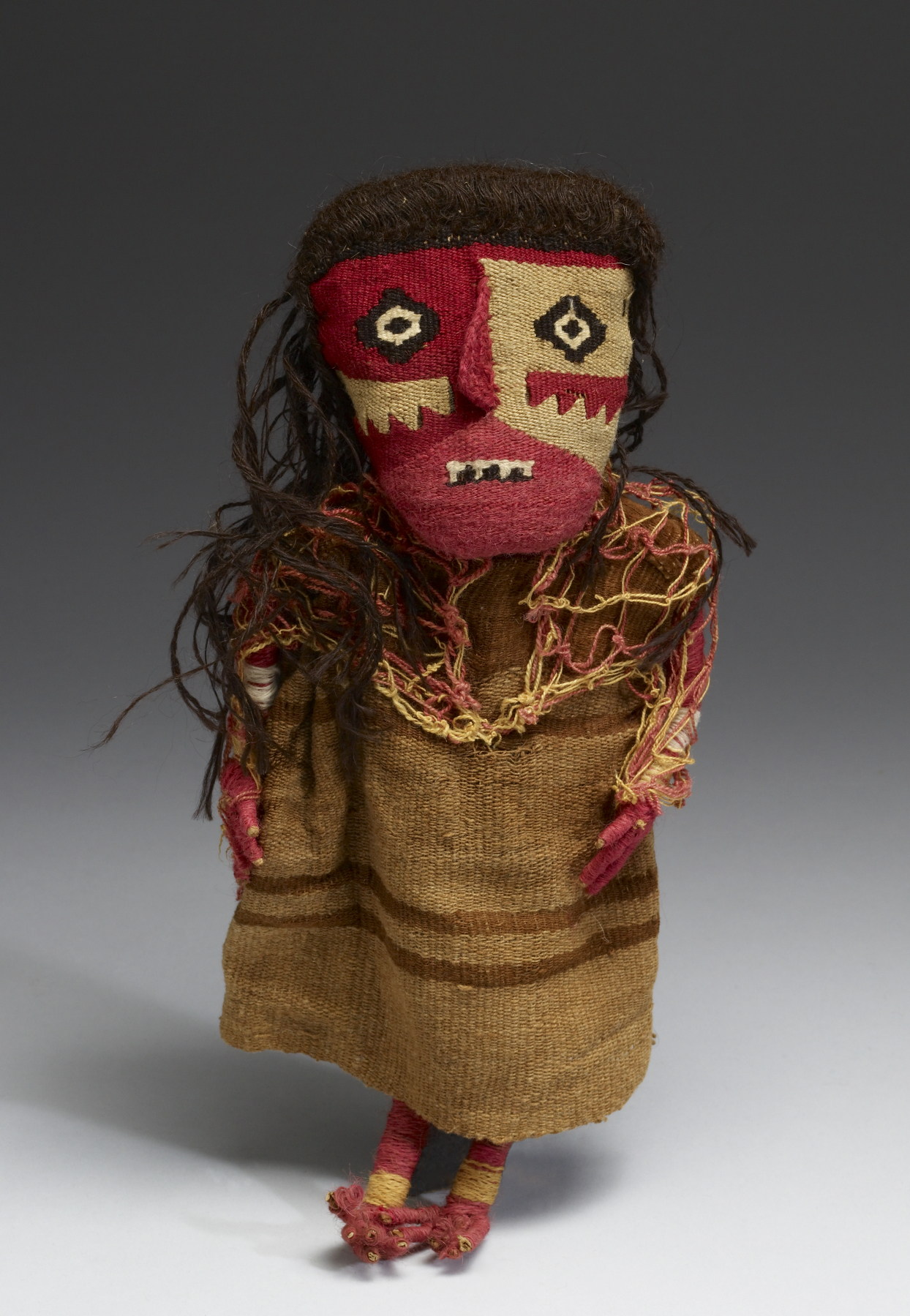
Búp bê vải (thế kỷ 11), văn hóa Chancay, tìm thấy gần Lima, Walters Art Museum

## Nguyên gốc từ

### Dệt may
Từ "dệt may" bắt nguồn từ tiếng tả từ Latinh textilis, có nghĩa là 'được dệt', bắt nguồn từ textus, quá khứ phân từ của động từ texere, có nghĩa là 'dệt'. Ban đầu được áp dụng cho các loại vải dệt, thuật ngữ "dệt may" hiện được sử dụng để bao gồm một loạt các vật liệu đa dạng, bao gồm cả sợi, sợi len, và vải, cũng như các mặt hàng liên quan khác.

### Vải
"Vải" được định nghĩa là bất kỳ vật liệu mỏng, linh hoạt nào được làm từ sợi, trực tiếp từ sợi sợi, phim polymer, bọt, hoặc bất kỳ sự kết hợp nào của các kỹ thuật này. Vải có ứng dụng rộng hơn so với vải vóc.(tr207) "Vải" là đồng nghĩa với "vải vóc", "chất liệu", "hàng hóa", hoặc "hàng may mặc". Từ "vải" cũng bắt nguồn từ tiếng Latin, có nguồn gốc từ ngôn ngữ Tiếng Indo-Europe cổ. Gần đây nhất, từ tiếng Pháp Trung cổ fabrique, hoặc "xây dựng," và trước đó từ tiếng Latin fabrica ('cơ sở sản xuất; một nghệ thuật, nghề; một sản phẩm khéo léo, cấu trúc, vật liệu'), danh từ fabrica bắt nguồn từ tiếng Latin faber "nghệ nhân làm việc với vật liệu cứng", có nguồn gốc từ tiếng Indo-Europe cổ dhabh-, có nghĩa là 'lắp ráp lại với nhau'.

### Vải vóc

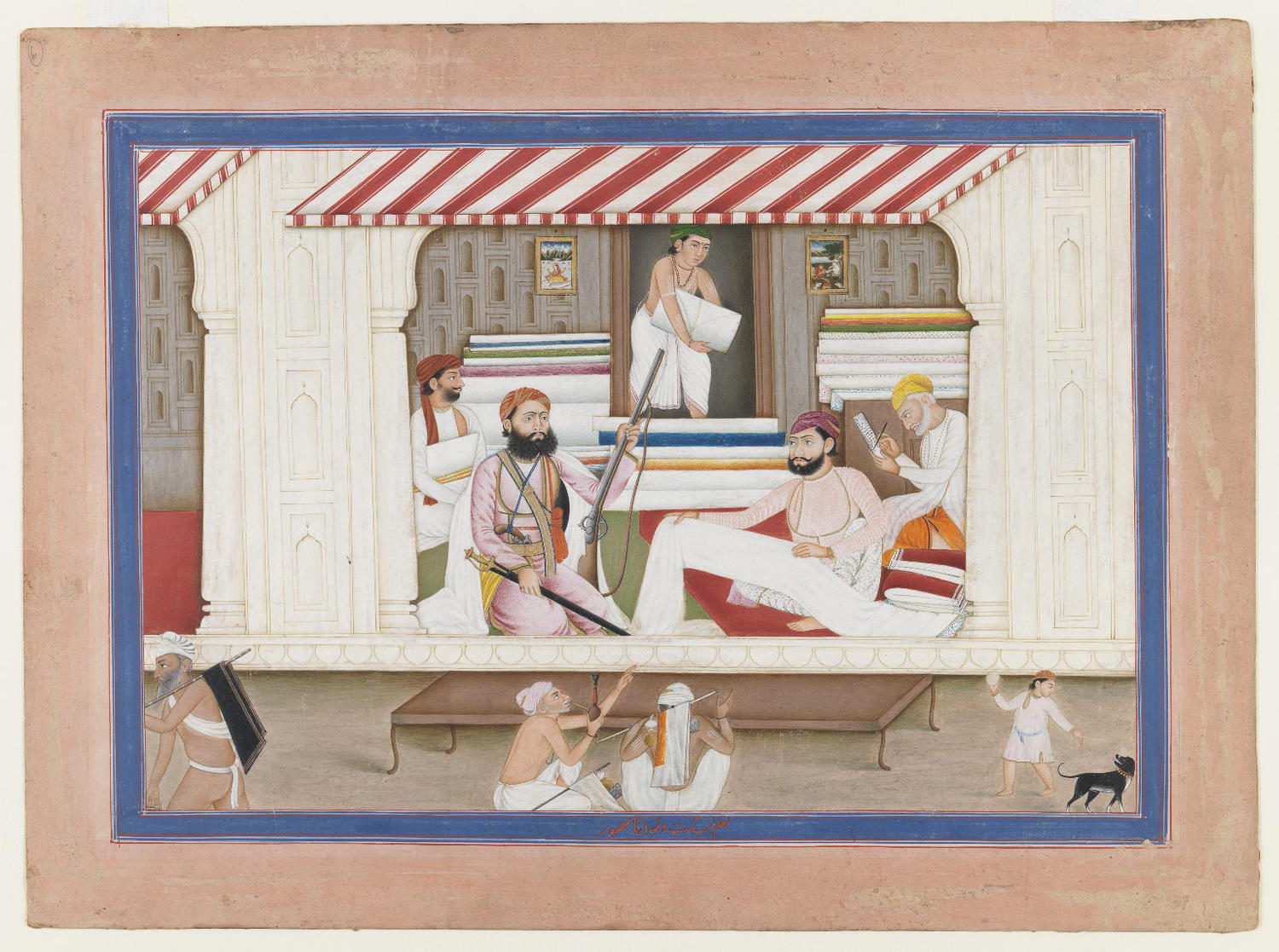
Cửa hàng thương nhân vải vóc

Vải vóc là một chất liệu linh hoạt thường được tạo ra thông qua quá trình dệt, nhuộm, hoặc đan bằng sợi tự nhiên hoặc nhân tạo. Từ "vải vóc" bắt nguồn từ tiếng Tiếng Anh cổ clað, có nghĩa là "một vải, vật liệu được dệt hoặc nhuộm để bọc quanh cơ thể', từ ngôn ngữ Tiếng German cổ kalithaz, tương tự với tiếng Tiếng Frisian cổ klath, tiếng Tiếng Hà Lan Trung cổ cleet, tiếng Tiếng Đức Trung cổ kleit và tiếng Tiếng Đức kleid, tất cả có nghĩa là 'áo quần'.
Mặc dù vải vóc là một loại vải, không phải tất cả các vật liệu vải đều có thể được phân loại như vải vóc do sự khác biệt trong quy trình sản xuất, tính chất vật lý và mục đích sử dụng. Các vật liệu được dệt, đan, nhuộm hoặc buộc từ sợi được gọi là vải vóc, trong khi giấy dán tường, sản phẩm nỉ, thảm và các vật liệu không dệt là ví dụ về các vật liệu vải.(tr207)

### Lịch sử
Do tính mong manh của vật liệu dệt may, không có nhiều chứng cứ về dệt may tồn tại qua hàng thiên niên kỷ; các dụng cụ được sử dụng để quấn sợi và dệt chiếm phần lớn trong các chứng cứ tiền sử về công việc dệt may. Công cụ đầu tiên để quấn sợi là cối quấn, sau này đã được thêm một đĩa quấn. Trọng lượng của đĩa quấn cải thiện độ dày và độ vặn của sợi quấn. Sau đó, xe quấn sợi đã được phát minh. Những người sử học không chắc chắn nơi xuất phát của xe quấn sợi; có người cho rằng nó xuất phát từ Trung Quốc, người khác cho rằng từ Ấn Độ.
Những tổ tiên của vải vóc ngày nay bao gồm lá, vỏ cây, lông thú và vải dập nhiệt.
Tấm vải chôn cất Banton, ví dụ còn tồn tại lâu đời nhất về kỹ thuật nhuộm ikat tại Đông Nam Châu Á, hiện đang được trưng bày tại Bảo tàng Quốc gia Philippin. Có lẽ tấm vải này do người bản địa tại vùng Tây Bắc Romblon sản xuất.
Những bộ trang phục đầu tiên, mặc ít nhất từ cách đây 70.000 năm và có thể lâu hơn, có thể được làm từ da động vật và giúp bảo vệ con người tiền sử khỏi yếu tố thời tiết. Đến một thời điểm nào đó, con người đã học cách dệt sợi cây thành vải.
Khám phá các sợi lanh nhuộm trong một hang động tại Cộng hòa Georgia, được định ngày vào khoảng 34.000 TCN, gợi ý rằng các vật liệu giống vải đã được sản xuất từ thời kỳ Tiền sử.
Sự tăng tốc và quy mô sản xuất vải đã thay đổi đáng kể qua quá trình công nghiệp hóa và sự giới thiệu các kỹ thuật Sản xuất hiện đại.

### Ngành dệt may
Ngành dệt may phát triển từ nghệ thuật và thủ công, và được duy trì bởi các hội nghề. Trong thế kỷ 18 và 19, trong thời kỳ cách mạng công nghiệp, ngành này ngày càng được cơ khí hóa. Năm 1765, khi máy quấn len hoặc bông có tên gọi là spinning jenny được phát minh tại Vương quốc Anh, sản xuất dệt may trở thành hoạt động kinh tế công nghiệp đầu tiên. Trong thế kỷ 20, khoa học và công nghệ đã chơi vai trò quan trọng.
Ngành công nghiệp dệt may thể hiện sự đổi mới, bị ảnh hưởng bởi nhiều thay đổi trong quốc tế, thời trang, ưa thích của khách hàng, chi phí sản xuất, quy định về an toàn và môi trường, cũng như tiến bộ nghiên cứu và phát triển.(tr4)
Ngành dệt may và may mặc có ảnh hưởng lớn đến hệ thống kinh tế của nhiều quốc gia tham gia sản xuất.

### Đặt tên

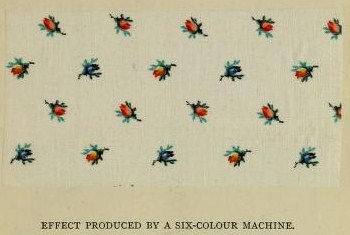
Mẫu vải calico in với máy sáu màu bởi Walter Crum & Co., từ sách Dyeing and Calico Printing (1878) của Frederick Crace Calvert

Hầu hết các loại vải thường được gọi bằng tên thông thường của chúng, xuất xứ hoặc nhóm lại dựa trên kỹ thuật sản xuất, đặc điểm và thiết kế. Các tên thông thường như Nylon, olefin, và acrylic đề cập đến một số loại sợi tổng hợp.(tr219)
| Tên                                                           | Sản phẩm                                            | Tên vải dệt | Tên vải dệt                              | Mô tả |
| ------------------------------------------------------------- | --------------------------------------------------- | ----------- | ---------------------------------------- | --- |
| Cashmere                                                      | Sợi len từ dê cashmere                              | Xuất xứ     | Kashmir                                  | Cashmere tương đồng với Khăn cashmere, thuật ngữ "cashmere" tạo thành từ việc viết tắt tiếng Anh của Kashmir. |
| Calico                                                        | Vải dệt đơn giản                                    | Xuất xứ     | Calicut                                  | Loại vải này bắt nguồn từ thành phố ở miền nam Ấn Độ, Calicut. |
| Jaconet                                                       | Vải bông nhẹ dệt đơn giản                           | Xuất xứ     | Jagannath Puri                           | Tên "Jaconet" là cách viết tiếng Anh của "Jagannath", nơi mà nó được sản xuất ban đầu. |
| Jersey                                                        | Loại vải dệt kim                                    | Xuất xứ     | Jersey, Quần đảo Channel Islands         | Vải Jersey được sản xuất tại Jersey, Quần đảo Channel. |
| Kersey                                                        | Loại vải len thô                                    | Xuất xứ     | Kersey, Suffolk                          | Tên loại vải này bắt nguồn từ thị trấn ở phía đông Anh. |
| Paisley (design)                                              | Loại họa tiết                                       | Thiết kế    | Paisley, Renfrewshire                    | Một thị trấn nằm ở phía tây của Central Lowlands, Scotland. |
| Dosuti                                                        | Loại vải bông tơ bản tay                            | Đặc điểm    | Một loại vải bông độ dày và thô          | Vào khoảng thế kỷ 19, Punjab và Gujarat ở Ấn Độ là nơi nổi tiếng về nhiều loại vải bông tơ bản tay khác nhau. Dosuti được phân biệt bởi số lượng sợi ([Do+Suti tương đương với hai sợi]) được sử dụng để sản xuất nó. Eksuti là biến thể khác với một sợi duy nhất. |
| Loại Mulmul như āb-i-ravān nước chảy, Baft Hawa không khí dệt | Biến thể vải muslin tinh tế từ Dacca, Bengal        | Đặc điểm    | Các loại muslin mỏng mảnh                | Dacca, phía đông Ấn Độ, sản xuất nhiều loại muslin thủ công và vải bông tơ tay. Baft Hawa (nghĩa là "không khí dệt"), Shabnam (nghĩa là "sương chiều") và ab-i-ravan (nghĩa là "nước chảy") là những tên thơ mộng cho các loại muslin mềm mại.                      |
| Nainsook                                                      | Loại vải dệt đơn giản với cảm giác mềm mại          | Đặc điểm    | Gây ấn tượng mắt                         | Nain + Sook dịch sang "đẹp mắt". |
| Swanskin                                                      | Loại vải len dệt                                    | Đặc điểm    | Có vẻ và cảm giác giống như da thiên nga | Loại vải được phát triển vào thế kỷ 18 tại Shaftesbury. |
| Tansukh                                                       | Một loại Muslin khác với kết cấu mềm mại và tinh tế | Đặc điểm    | Thích hợp cho cơ thể                     | Tan + Sukh dịch sang "thích hợp cho cơ thể". Tansukh là một loại vải mềm mại, tinh tế và tơi mỏng. Loại vải này được đề cập trong các hồi ký thời kỳ Mughal thế kỷ 16, Ain-i-Akbari.                                                                                |

### Thuật ngữ liên quan
Các từ "vải" và "vải vóc" và "chất liệu" thường được sử dụng trong ngành lắp ráp vải (như may mặc và thời trang) để chỉ vải. Tuy nhiên, chúng có sự khác biệt tinh tế trong ngữ cảnh chuyên môn. Vải là mọi chất liệu từ sợi kết nối, bao gồm cả thảm và vải địa kỹ thuật, không nhất thiết được sử dụng để sản xuất tiếp theo như quần áo và nội thất. Vải vóc là chất liệu được tạo ra từ dệt, đan, nhuộm, khâu hoặc kết dính, có thể được dùng để sản xuất tiếp theo như quần áo và nội thất, yêu cầu bước sản xuất thêm. Vải có thể đồng nghĩa với vải vóc, nhưng thường ám chỉ đến mảnh vải đã qua xử lý hoặc cắt.
- Hàng vải greige: Các sản phẩm vải nguyên liệu chưa hoàn thiện được gọi là hàng vải greige. Sau gia công sản xuất, các vật liệu này sẽ qua quy trình hoàn thiện.[11][40]
- Hàng vải đoạn: Hàng vải đoạn là các vật liệu dệt bán thành từng phần theo yêu cầu của người mua. Chúng có thể cắt từ cuộn vải hoặc được sản xuất với độ dài cụ thể, còn được gọi là hàng vải thước.[41][42]

## Loại hình

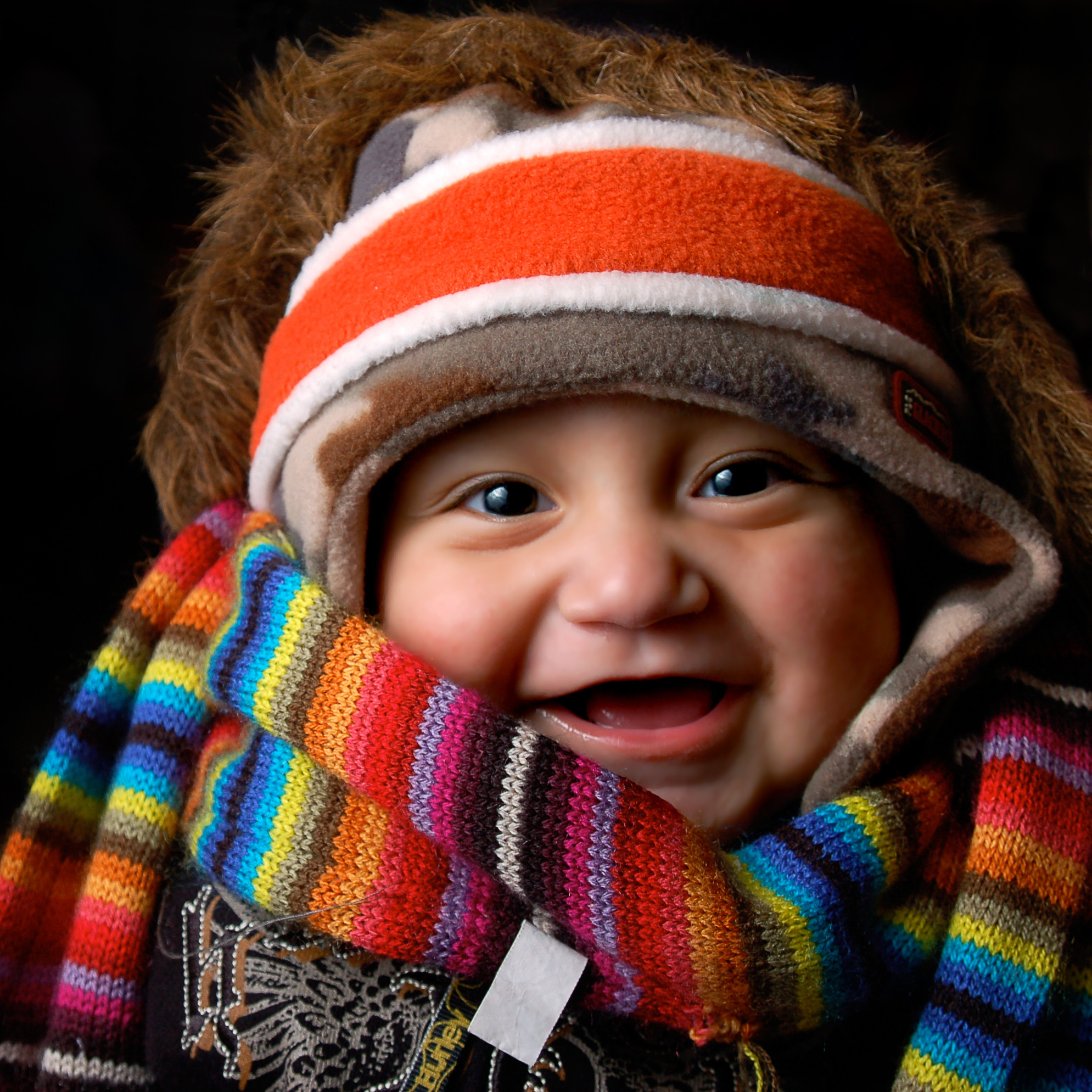
Em bé mặc nhiều món đồ ấm áp trong mùa đông: dây đầu, mũ, áo khoác lông, khăn quàng cổ và áo len

Vải là các vật liệu khác nhau được làm từ sợi và sợi chỉ. Thuật ngữ "vải" ban đầu chỉ áp dụng cho các vải dệt, nhưng hiện nay bao gồm nhiều chủ đề khác nhau. Vải được phân loại theo nhiều tiêu chí, như nguồn gốc sợi (tự nhiên hoặc tổng hợp), cấu trúc (dệt, đan, không dệt), hoàn thiện, v.v. Tuy nhiên, có hai loại vải chính:

### Vải tiêu dùng
Vải được sử dụng rộng rãi với nhiều mục đích, phổ biến nhất là trong quần áo và đồ đựng như túi và rổ. Trong gia đình, vải được sử dụng cho trải sàn nhà, nội thất bọc, rèm cửa, khăn tắm, bao phủ bàn, giường và các bề mặt phẳng khác, cũng như trong nghệ thuật.Vải được gia công thủ công , nguồn gốc từ chất liệu tự nhiên, không yêu cầu kỹ thuật cao. Vải cũng được sử dụng trong nhiều nghề thủ công truyền thống như may vá, đan len, và thêu thùa.

### Vải công nghiệp

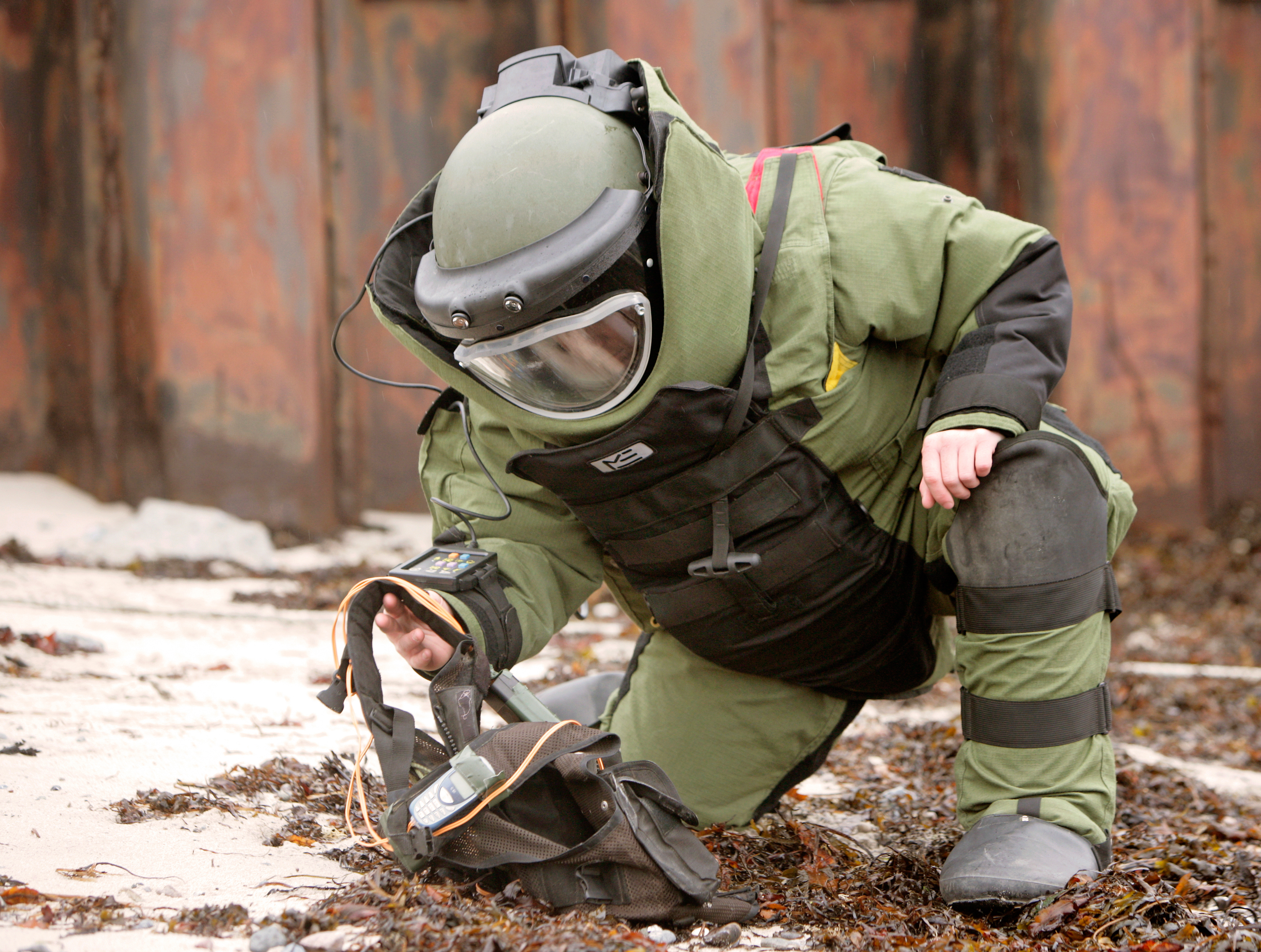
Vải kỹ thuật là một phân nhánh của ngành dệt may tập trung vào bảo vệ, an toàn và các đặc tính chức năng khác của vải, khác với vải dùng trong gia đình, nơi chủ yếu tập trung vào thẩm mỹ và thoải mái., một kỹ thuật viên EOD mặc bộ đồ Bộ đồ chống nổ (EOD).

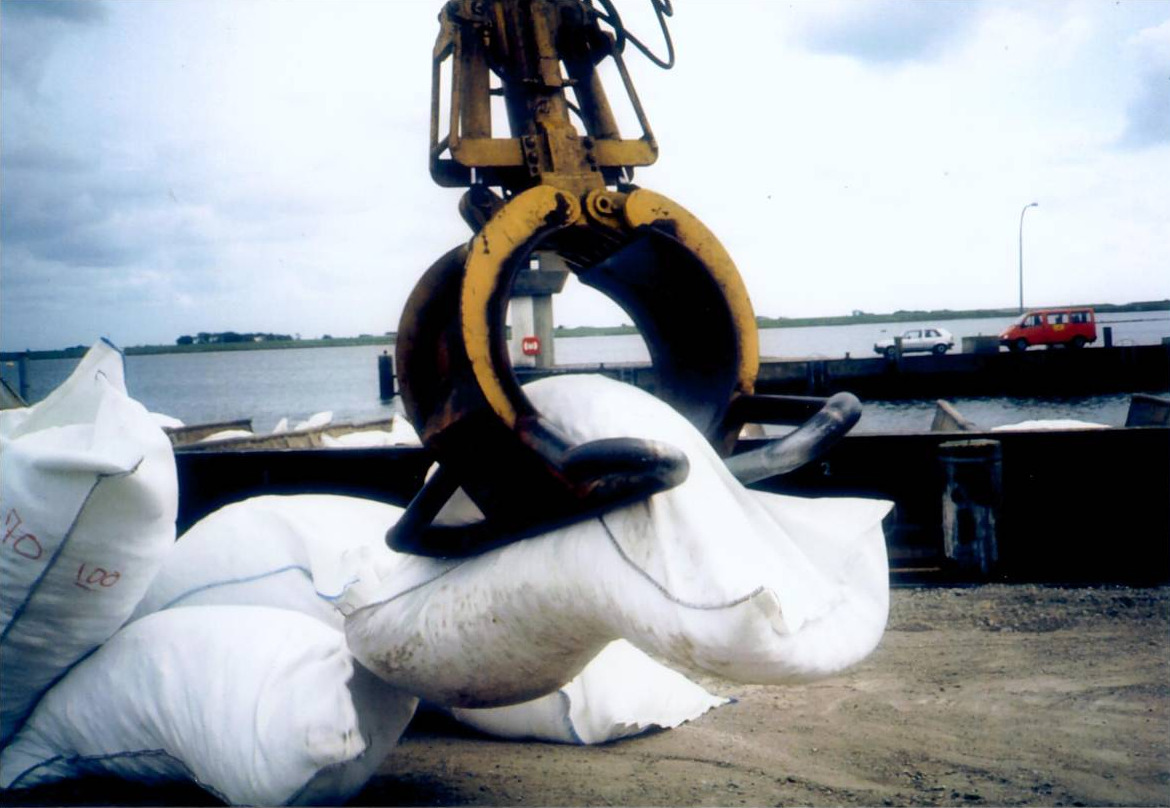
Túi geotextile không dệt mạnh hơn rất nhiều so với túi dệt cùng độ dày.

Vải sản xuất cho mục đích công nghiệp, được thiết kế và lựa chọn dựa trên các đặc tính kỹ thuật vượt ra ngoài ngoại hình của chúng, thường được gọi là vải kỹ thuật. Loại vải này bao gồm cấu trúc vải cho ứng dụng ô tô, vải y tế (như các bộ cấy), geotextile (cố định đê), vải nông nghiệp (dành cho bảo vệ cây trồng), quần áo bảo hộ (như quần áo chịu nhiệt và tia bức xạ cho lính cứu hỏa, chống kim loại nóng chảy cho thợ hàn, bảo hộ chống đâm và áo giáp chống đạn).
Tại nơi làm việc, vải có thể được sử dụng trong các quy trình công nghiệp và khoa học như lọc. Các ứng dụng khác bao gồm cờ, ba lô, lều trại, mạng lưới, khăn lau chùi, các thiết bị vận chuyển như bóng bay, diều, cánh buồm và dù; vải cũng được sử dụng để tăng cường trong các vật liệu composite như sợi thủy tinh và geotextile công nghiệp.
Vì các sản phẩm này thường yêu cầu kỹ thuật và pháp lý cao, vải kỹ thuật thường được kiểm tra để đảm bảo đáp ứng các yêu cầu hiệu suất nghiêm ngặt. Các loại vải kỹ thuật khác có thể được sản xuất để thử nghiệm các đặc tính khoa học và khám phá các lợi ích có thể có trong tương lai. Sợi được phủ lớp zinc oxide nanowire, khi dệt thành vải, đã được chứng minh có khả năng "tạo ra năng lượng cho hệ thống nano tự cung cấp năng lượng", sử dụng rung động tạo ra bởi các hoạt động hàng ngày như gió hoặc chuyển động cơ thể.

## Ý nghĩa
Vải liệu bao phủ xung quanh chúng ta và là một phần thiết yếu như thực phẩm và nơi ở. Từ khăn tắm đến áo đảo không gian, vải tồn tại trong mọi khía cạnh cuộc sống. Với vai trò bảo vệ, đem lại sự thoải mái và kéo dài cuộc sống, vải liệu góp phần quan trọng trong cuộc sống con người. Vải cung cấp trang phục, giữ ấm mùa đông và mát mẻ mùa hè. Ứng dụng của vải rất đa dạng, từ y tế, vải thông minh đến vải sử dụng trong ô tô, tất cả đều đóng góp vào sự phát triển của con người.

### Khả năng phục vụ trong vải liệu
Khái niệm "khả năng phục vụ" ám chỉ khả năng của sản phẩm vải đáp ứng nhu cầu người tiêu dùng. Điều quan trọng là hiểu rõ thị trường mục tiêu và phù hợp khả năng phục vụ sản phẩm với nhu cầu của thị trường. Khả năng phục vụ trong vải liệu hay Hiệu suất là khả năng của vật liệu vải chịu được các điều kiện, môi trường và nguy hiểm khác nhau. Khái niệm này bao gồm thẩm mỹ, độ bền, sự thoải mái và an toàn, duy trì diện mạo, cách chăm sóc, tác động môi trường và chi phí.

### Các thành phần
Vải liệu bao gồm sợi, sợi quấn, cấu trúc vải, hoàn thiện và thiết kế [của quần áo]. Lựa chọn các thành phần thay đổi tùy theo mục đích sử dụng. Sợi, sợi quấn và hệ thống sản xuất vải được lựa chọn dựa trên hiệu suất cần thiết.

## Sử dụng và ứng dụng
| Vải thương mại/ Vải gia đình | Các mục đích sử dụng | Vải kỹ thuật/ Vải công nghiệp | Các mục đích sử dụng |
| ---------------------------- | --- | ----------------------------- | --- |
| Trang phục                   | Bao gồm các món đồ trang phục cho nam, nữ và trẻ em như đồ ngủ, đồ thể thao, đồ lót, đồ mặc trong, đồ bơi. Cũng bao gồm các phụ kiện như nón, ô, tất, găng tay, và túi xách. | Vải nông nghiệp               | Sử dụng trong nông nghiệp, trồng cây cảnh, nuôi cá, cảnh quan vườn cảnh và lâm nghiệp. Dùng chủ yếu để bảo vệ cây trồng bằng cách sử dụng lưới che nắng, vật liệu cách nhiệt và chống nắng, lưới chắn gió, lưới chống chim, che phủ bảo vệ động vật nuôi, kiểm soát cỏ dại và côn trùng, v.v. |
| Trang trí nội thất           | Bao gồm trang trí ghế, rèm cửa, rèm cửa, thảm, khăn tắm. | Vải địa kỹ thuật              | Loại vải kỹ thuật được sử dụng trong xây dựng dân dụng, đường bộ, sân bay, đường sắt, đê, công trình giữ lại, hồ chứa, kênh đào, đập, bảo vệ bờ sông, kỹ thuật ven biển và hàng rào cản bùn tại các công trình xây dựng và bảo vệ băng tan của các dãy núi băng.                              |
| Chăn ga gối                  | Bao gồm ga giường, khăn khes, chăn, gối. | Vải ô tô                      | Bao gồm túi khí, dây an toàn, nẹp trần, nội thất, thảm sàn ô tô và thẻ cửa. |
| Khác                         | Bao gồm rèm tắm. | Vải y tế                      | Bao gồm cấy ghép, sợi khâu, băng bó, áo y tế, mặt nạ mặt. |
|                              | | Indutech                      | Bao gồm các sản phẩm như băng tải, đai truyền động, dây cáp và dây thừng, sản phẩm lọc, lớp chia kính pin, vải lọc, màn hình plasma, đá mài phủ sơn, vật liệu kết hợp, mạch in, băng mực máy in, phớt kín, ống kín, vải sản xuất giấy.                                                        |

### Các ứng dụng khác
Trong thời tiền sử, vải, sản xuất vải và quần áo là những thứ không thể thiếu, gắn liền với hệ thống xã hội, kinh tế và tôn giáo. Ngoài việc làm quần áo, nghệ thuật sản xuất vải còn tạo ra các sản phẩm hữu ích, biểu tượng và xa hoa. Các hiện vật khảo cổ từ thời kỳ Đá và thời kỳ Sắt ở Trung Âu được dùng để nghiên cứu về trang phục thời tiền sử và vai trò của chúng trong việc xác định danh tính cá nhân và nhóm.